# История Русской церкви

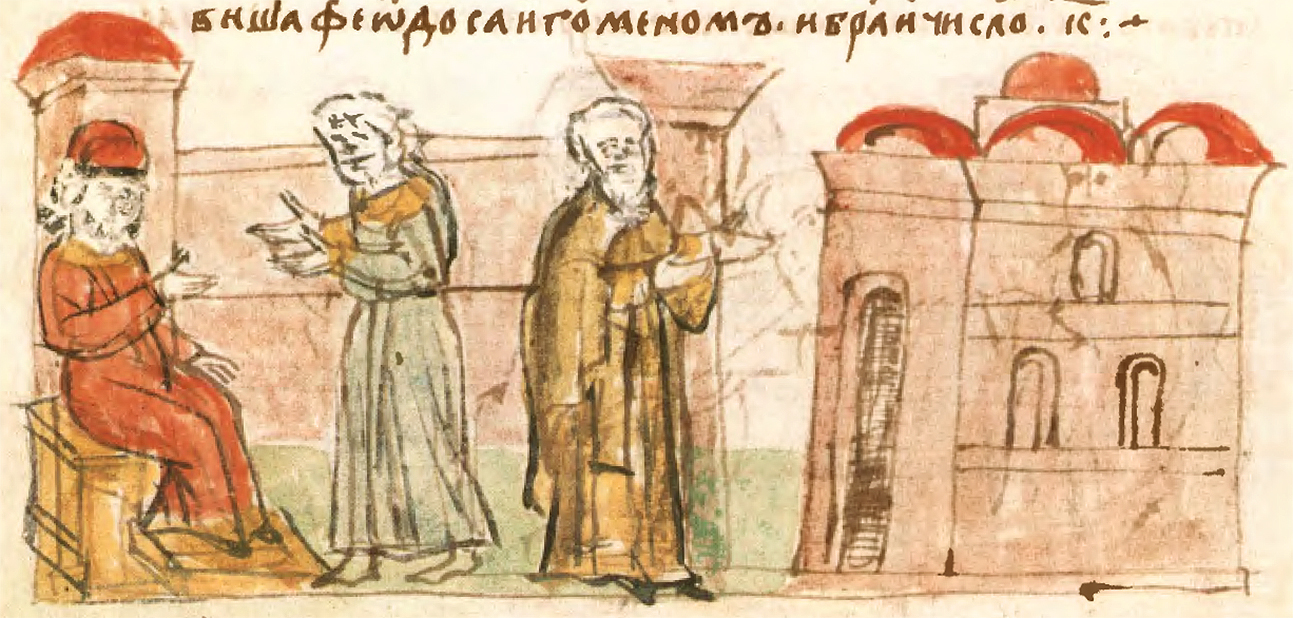
Колыбель русского монашества — Киево-Печерский монастырь. Миниатюра из Радзивилловской летописи, XV век

История Русской церкви — история православной церкви на территории исторической Руси, в частности, в Киевской Руси, русских княжествах, Русском государстве, впоследствии в Российской империи, СССР, а после распада последнего в 1991 году — в государствах, образовавшихся на его территории, на которую распространяется церковная юрисдикция Московского патриархата.
Современная церковная и светская историография Русской церкви в качестве начальной точки имеет обычно 988 год (подробнее см. в статье Крещение Руси); более традиционная церковная историография возводила историю Церкви в пределах Руси к апостольской эпохе. Первые сведения о существовании христианских общин в Киеве относятся ко второй половине IX века.
С самого начала своей истории церковь на Руси была тесно связана с государственной властью.
Автокефальная церковная организация с центром в Москве де-факто была основана в 1448 году, когда русские епископы самостоятельно, без участия Константинопольского патриарха, избрали и поставили Иону митрополитом и предстоятелем Русской церкви. В 1589 году предстоятель Русской поместной церкви — митрополит Московский Иов становится патриархом (см. статью Патриарх Московский и всея Руси).
История, излагаемая в настоящей статье, есть история современной Русской православной церкви (Московский патриархат); она до того или иного исторического рубежа является также историей иных религиозных объединений и течений, с точки зрения принятой в них историографии, например старообрядческих, Украинской православной церкви Киевского патриархата, Православной церкви Украины и других.

## В составе Константинопольского патриархата
Известно, что христианская община существовала в Киеве уже во второй половине IX века. Её появление связывают с так называемым фотиевым крещением Руси. В Киеве была установлена епископская кафедра. Предполагается, что первым епископом Руси, которого патриарх Фотий направил к русам из Константинополя около 867 года, был святитель Михаил. Тем не менее, глубоких последствий для христианизации Руси фотиево крещение не имело. Едва утвердившееся в стране христианство было сметено языческой реакцией после захвата Киева Олегом. Предположительно, в эти годы малочисленная община христиан существовала нелегально. Перемены к лучшему в жизни киевских христиан произошли в правление князя Игоря, в конце княжения которого христианство в Киеве предстаёт уже заметной силой. Следующий этап христианизации Руси был связан с деятельностью княгини Ольги, которая приняла крещение в Константинополе, по-видимому, в 957 году. После крещения княгиня Ольга вынашивала планы восстановления на Руси церковной организации. В 959 году она обратилась к германскому королю Оттону I с просьбой прислать епископа и священников. Епископом для Руси был поставлен монах Сент-Альбанского монастыря Либуций. Однако он скончался вскоре после хиротонии, и ему на смену был поставлен монах трирского монастыря святого Максимина Адальберт. Миссия епископа Адельберта окончилась полным крахом в 962 году, так как приблизительно с 960 года правителем в Киеве был уже ставший совершеннолетним сын Ольги Святослав Игоревич, относившийся к христианству скептически. Во время его правления (960—972) положение христианской общины вновь стало неблагоприятным. Наличие на территории Ярославской земли христианских предметов личного обихода (нательных крестов и др.) археологические исследования фиксируют с середины — третьей четверти X века.
Двое старших сыновей Святослава, Ярополк и Олег, воспитывались их бабушкой, княгиней Ольгой, благодаря которой испытали влияние христианства. При Ярополке (972—978) на короткое время возобновилось политическое сближение со Священной Римской империей, вследствие чего, как полагают, в Киеве вновь побывали германские миссионеры. Их младшего брата Владимира, вероятно, не коснулось христианское влияние Ольги, так как ко времени её кончины он был ещё слишком мал. Новгород, где Владимир сел на княжение, в отличие от христианизированного Киева, представлял собой оплот язычества. Летом 978 года Владимир захватил Киев. Ярополк был убит. Сторонники язычества одержали на время победу. В начале княжения Владимира христианская община в столице вновь подвергались гонениям. Владимир совершал человеческие жертвоприношения. С этим связано убийство двух варягов-христиан в 983 году, известных как Феодор и Иоанн. Дабы укрепить государство Владимир проводит реформу языческого культа, надеясь сплотить множество племён, населявших его государство. Крах этой реформы наряду с задачей укрепления государства и поиска религиозной идеи, которая бы объединила всё население, побуждала князя Владимир обратить внимание на те религии, которые исповедовали ближайшие соседи Руси. Повесть временных лет под 986 годом сообщает о том, что в Киев приходили мусульмане из Волжской Булгарии, западные христиане, хазарские иудеи и не названный по имени «философ» из Византии; одни историки считали «Сказание об испытании вер» откровенным вымыслом (Евгений Голубинский, Михаил Присёлков, Сергей Бахрушин, Олег Рапов и другие), другие полагали, что рассказ до некоторой степени отражает историческую действительность (Владимир Мавродин, Дмитрий Лихачёв, Владимир Петрухин, Александр Назаренко и другие).

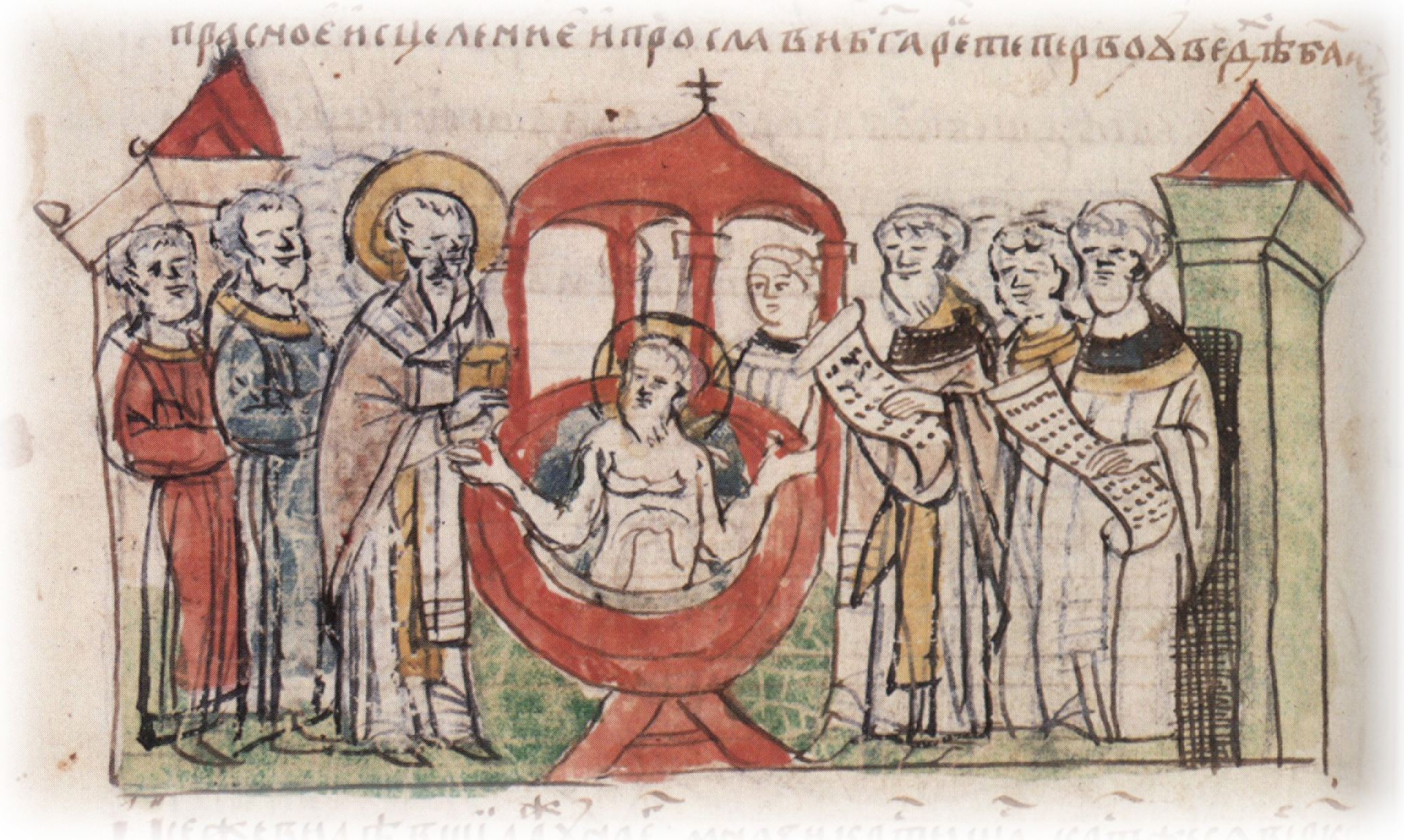
Крещение и прозрение Владимира Святославича в Корсуни. Миниатюра из Радзивилловской летописи, конец XV века

Князь Владимир, согласно летописным рассказам, крестился в Херсонесе Таврическом, получив имя Василий в честь святого Василия Великого, а также в честь своего восприемника, Ромейского императора Василия. Традиционная историография относит Крещение Руси к 988 году, хотя, по мнению некоторых церковных историков, есть основания полагать 987 год более вероятной датой. По приказу князя Владимира в Киеве было разорено капище с идолами, некогда устроенное им самим, а впоследствии и многие другие капища по всей стране. Прежде всего были крещены жители Киева, Новгорода и других крупных городов Руси. В окраинных землях Руси христианизация проходила, вероятно, не столь стремительно и гладко, как в Киеве, где между князем и жителями сложились более тесные отношения. Достоверно известное сопротивление крещению имело место в Новгороде, где Добрыне, дяде Владимира, пришлось применить силу. Историк-медиевист Владислав Петрушко считает, что в целом Русь приняла христианство сравнительно спокойно, что ни древнерусские источники, ни фольклор, не сохранили свидетельств сколько-нибудь серьёзного сопротивления населения Руси христианизации страны. Несмотря на это, в литературе Новейшего времени выражение «огнём и мечом» стало хрестоматийной характеристикой крещения русских земель при князе Владимире. В советский период концепция насильственного крещения Руси стала практически общепринятой. Славяне в целом крестились легче и охотнее, чем находившиеся в составе Русского государства финские и тюркские племена, связанные c Киевом преимущественно политическими, а не культурными отношениями: в домонгольское время предписывалось совершать более длительную подготовку к крещению представителей финских и тюркских народов, чем в отношении славян. В ходе христианизации Руси было крещено прежде всего городское население. По тем же причинам в народе долго сохранялось двоеверие.

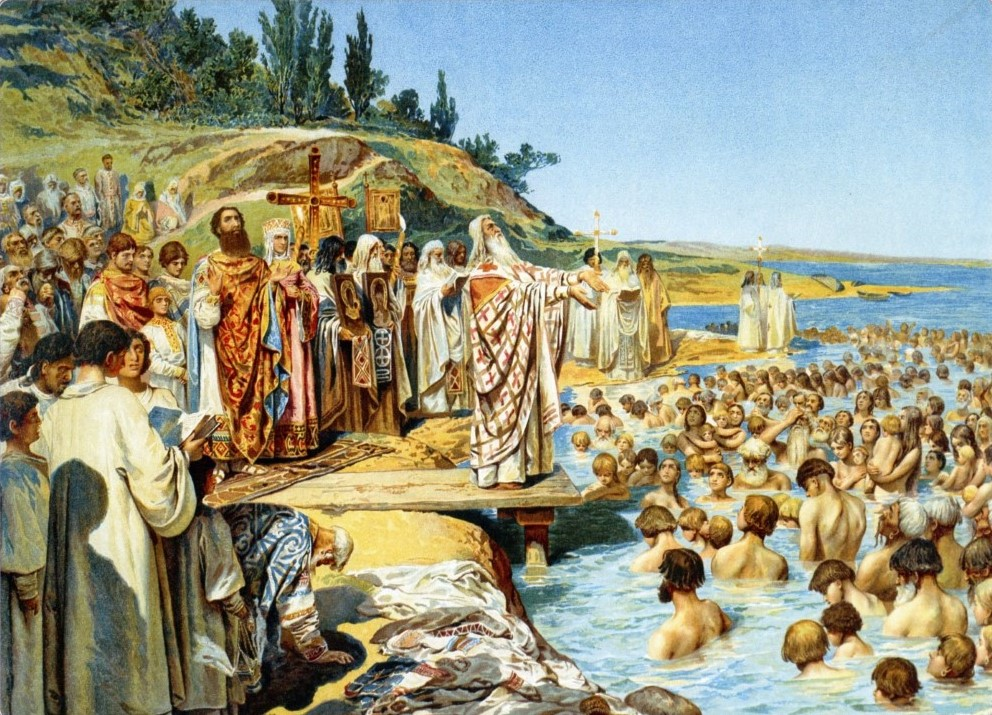
Крещение киевлян. Картина Клавдия Лебедева

Епархия «Росиа» (греч. Ρωσία), фигурировавшая в списках епархий Константинопольской церкви к тому времени уже более столетия, была возведена в степени митрополии не позднее 996 года. В исторических источниках нет данных относительно первого русского митрополита времён князя Владимира и вообще митрополитов, сменявших друг друга на протяжении почти полувека после крещения Руси: предание о том, что первым русским митрополитом был Михаил, считают недостоверным, а легендарной фигурой полагают и митрополита Леона, Льва или Леонтия, что побудило А. А. Шахматова и М. Д. Присёлкова в начале XX века выдвинуть гипотезу, согласно которой Киевская митрополия в составе Константинопольского Патриархата была учреждена только в конце 1030-х годов, а до того Русь с конца X века входила в состав Болгарской патриархии. Первым достоверно известным Киевским митрополитом был Феопемпт, сразу же после своего прибытия на Русь в 1039 году переосвятивший Десятинную церковь. При князе Владимире, кроме собственно Киевской, были образованы другие епископии: Белгородская (под Киевом), Новгородская, Черниговская, Полоцкая.
Вехой в истории Русской митрополии стало княжение Ярослава Мудрого, при котором началось масштабное строительство храмов. В частности, кафедральные Софийские соборы были воздвигнуты в Киеве, в Новгороде, в Полоцке. В Чернигове был возведён Спасо-Преображенский собор. В Киеве в правление Ярослава Мудрого возникает крупный центр книжности, который находился при митрополичьем Софийском соборе: здесь велось летописание, переписывались книги, делались переводы с греческого языка. Можно предполагать, что подобные духовно-просветительские центры вскоре появились и в других городах Руси, прежде всего при епископских кафедрах. При Ярославе Мудром возникает Киево-Печерский монастырь, откуда монашество распространяется по всей Руси. В 1051 или 1052 году, впервые в истории митрополии Руси, собором русских иерархов по воле Ярослава Мудрого был поставлен епископ из Руси — Иларион, что было вызвано резким ухудшением отношений с Византией. Митрополия Руси претендовала теперь на автономию и право самой выбирать своего митрополита. В период пребывания Илариона на митрополии Ярослав Мудрый дал Церкви новый устав, регламентировавший порядок осуществления церковного суда в Русском государстве. Сам митрополит Иларион почитается как первый русский духовный писатель, уровень мастерства которого сопоставим с лучшими представителями византийской церковной литературы. После смерти Ярослава Мудрого Русская Церковь вернулась к прежнему порядку поставления митрополитов, которых вновь стали присылать из Константинополя. Епархиальные архиереи в то время поставлялись на Руси как правило из числа русских, хотя в домонгольский период можно было встретить и епископов греческого происхождения. Русские епископы практически не имели возможности повлиять на избрание митрополита, которое осуществлялось в столице Византии. Греки стремились держать под максимальным контролем важную для них Русскую митрополию. Подобное положение имело немаловажное преимущество: митрополиты-греки были в значительной мере независимы от княжеской власти. При возникновении конфликта с кем-либо из русских князей, митрополит мог не опасаться быть смещённым светской властью.
Преемником митрополита Илариона стал грек Ефрем, который возглавлял Русскую церковь с 1055 по 1061/1062 годы. Полагают, что при митрополите Ефреме в Киеве состоялся собор, специально посвященный теме раскола между западными и восточными христианами. Митрополит Ефрем был автором антилатинского трактата на греческом языке. В период его служения было написано Остромирово Евангелие — древнейшая сохранившаяся точно датированная книга на Руси. Преемником Ефрема стал митрополит Георгий, также присланный из Константинополя. Он был видным церковным писателем и знатоком канонического права. Митрополит Ефрем 20 мая 1072 года возглавил перенесение мощей князей Бориса и Глеба, что носило характер общерусского торжества. В 1073—1076 годах епископом Ростовским стал Леонтий, при котором христианство стало утверждаться в Ростовском крае, населённым преимущественно фино-угорским племенем меря. В 1054—1073 годы Русью управлял триумвират Ярославичей: Святослав Черниговский и Всеволод Переяславский были независимы от Киевского князя Изяслава, в связи с чем на Руси помимо Киевской были образованы ещё две митрополии: Черниговская (после 1059) и Переяславская (после 1072). Однако триумвират был непродолжительным. Вероятно, Переяславская и Черниговская митрополии были закрыты в 1080-х годах после того, как ушли из жизни последние архиереи — носители соответствующих титулов. Имели ли Черниговская и Переяславская кафедры в своём составе епископии или же митрополичий сан архиереев этих кафедр носил характер почётного титула — неизвестно.
В начале 1075 года, когда уже скончался митрополит Георгий, но ещё не прибыл митрополит Иоанн II, поставленный около 1074 года, князь Изяслав Ярославич, изгнанный из Киева младшими братьями, прибыл ко двору Германского короля Генриха IV в поисках поддержки. Но Генрих в это время был занят подавлением мятежа в Саксонии и отказал в помощи Изяславу. Тогда весной 1075 года Изяслав отправил своего сына Ярополка с посольством в Рим, к папе Григорию VII. Ярополк Изяславич предложил понтифику признать Русь «леном святого Петра», то есть изъявил от имени Киевского князя готовность не только перейти из-под омофора патриарха Константинопольского в юрисдикцию папы Римского, но и стать вассалом понтифика как светского монарха. Григорий VII ответил согласием и направил Изяславу послание, в котором передавал князю «бразды правления вашим королевством». Переговоры о подчинении Руси Римскому папскому престолу протекали на фоне активной полемики против латинян, которую после Великого раскола 1054 годы вели Киевские митрополиты-греки с позиций Константинопольского патриархата: известны антилатинские послания митрополитов Ефрема и Георгия, Иоанна II и Никифора I, митрополита Переяславского Леона; сохранилось весьма жёсткое по тону антилатинское произведение, приписываемое Феодосию Печерскому. Во многом такое частое обращение к теме сложных отношений между Западной и Восточной Церквами было обусловлено и тем, что несмотря на раскол 1054 года, Русь продолжала сохранять весьма оживлённые политические, династические и культурные c связи Западной Европой, сложившиеся при Ярославе Мудром. На Руси по-прежнему продолжали заключать браки с западными христианами и осуществлять контакты с ними. Наиболее обширны они были в политических и торговых центрах, где существовали подворья западных купцов с латинскими «божницами»: Киеве, Новгороде, Смоленске и вероятно, Полоцке. Митрополит Иоанн II известен двумя посланиями: к антипапе Клименту и «Канонические ответы» черноризцу Иакову. Митрополит Иоанн II продолжил антилатинскую линию двух своих предшественников, но тон его посланий был более мягкий и корректный.
Иоанн II скончался в 1089 или 1090 году. Его сменил Иоанн III Скопец, скончавшийся спустя год и не успевший себя проявить. Его сменил грек Николай, который возглавлял Русскую митрополию до своей кончины а 1104 году. На страницах летописи митрополит Николай фигурирует главным образом как арбитр и примиритель князей. Это связано с тем, что после кончины Всеволода Ярославича и перехода Киевского княжения в руки Святополка Изяславича, отношения между многочисленными рюриковичами значительно обострились. Чтобы сплотить силы для отражения агрессии половцев Святополк Изяславич и Владимир Мономах созвали князей на съезд в Любече (1097). Было решено объединиться против половцев, а также было постановлено, что каждый князь будет отныне владеть своей отчиной, однако княжеские распри так и не прекратились. Не ранее 1102 года он скончался. В 1104 году на Русь из Константинополя прибыл митрополит Никифор I. В период его митрополичьего служения совершил паломничество в святую землю игумен Даниил (1106—1108) и произошло общерусское прославление преподобного Феодосия Печерского (1108). Весной 1111 года состоялся общерусский поход на половцев с участием русского духовенства, инициатором которого был великий князь Владимир Мономах, который завершился победной в битве на Сальнице. После победы, одержанной в 1116 году, половцы уже не представляли большой угрозы для Руси. Правление в Киеве Владимира Мономаха (1113—1125) стало поистине золотым веком для Руси — эпохой внутриполитической стабильности, обуздания внешней агрессии и внутренних усобиц, расцвета духовной культуры. В 1110-е годы была создана Повесть временных лет, исключительный по важности летописный свод, а около 1115 года в Великом Новгороде была создана местная летопись; в основу обеих был положен киево-печерский Начальный свод.
После кончины в 1132 году Мстислава Великого, киевский престол занял его брат Ярополк Владимирович, который оставался Киевским князем до своей кончины в 1139 году. Княжение Ярополка стало временем окончательного распада Руси на отдельные княжества. Примерно полтора десятка крупных княжеств стали существовать практически обособленно друг от друга, нередко враждуя между собой. С течением времени княжеские семьи разрастались, и княжества продолжали дробиться на ещё меньшие уделы, всё более слабеющие как в экономическом, так и в политическом отношении. Роль предстоятеля Русской церкви как арбитра в таких условиях ещё более возросла.

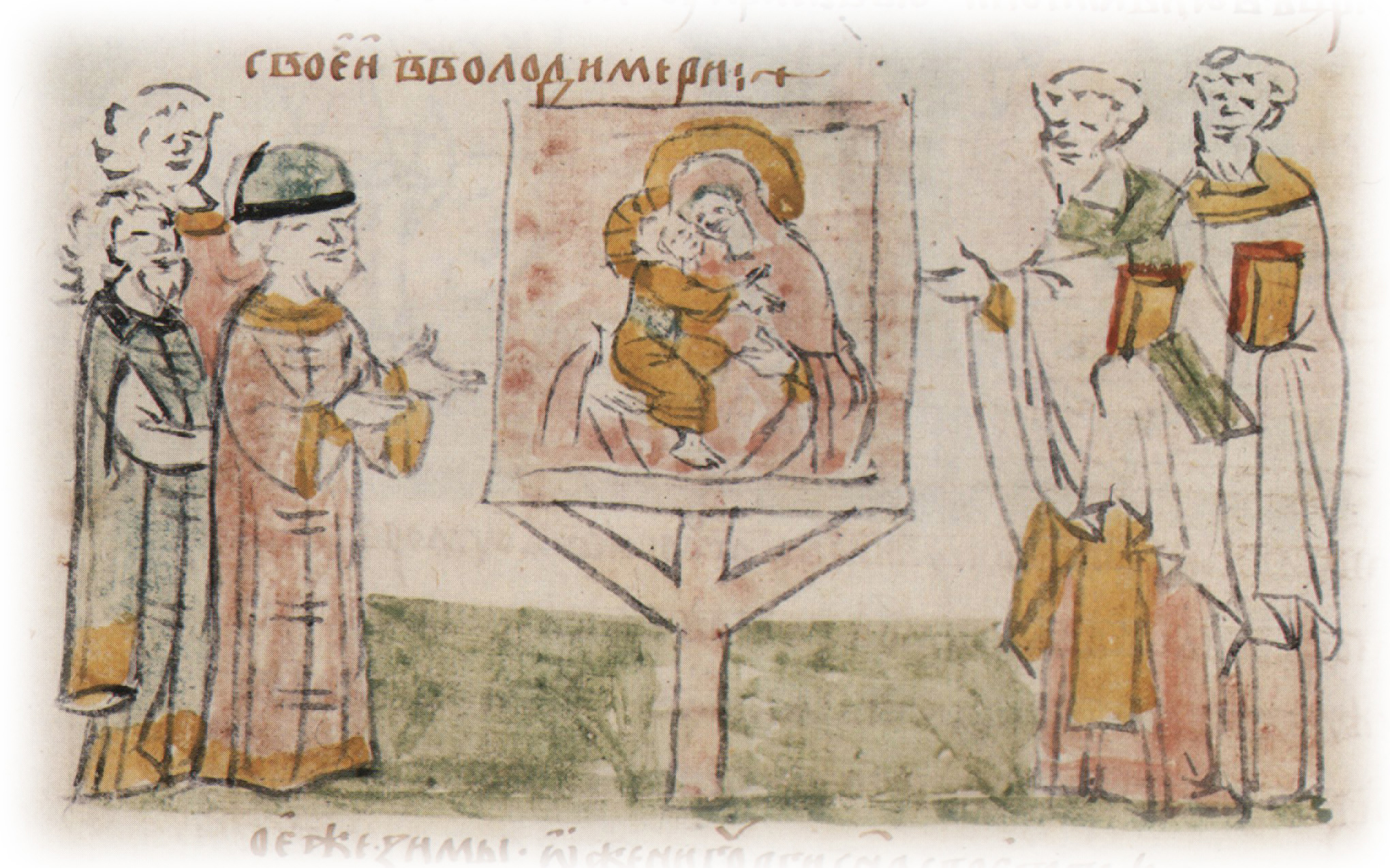
Поставление Андреем Боголюбским иконы Богоматери во Владимирской Богородцкой церкви в 1158—1160 годах. Миниатюра Радзивилловской летописи, конец XV века

В 1145 году митрополит Михаил II отправился в Византию, где либо умер, либо отказался от дальнейшего служения на Руси. При этом уезжая, он затворил собор Святой Софии и запретил совершать в нём богослужения. В июле 1147 году Собор епископов Руси, созванный киевским князем Изяславом Мстиславичем, без согласования с Константинопольским патриархатом поставил митрополитом в Киеве Клима Смолятича, что вызвало неприятие со стороны епископов Севера, Запада и Северо-Востока Руси. Возникшая смута временно нарушила единство Русской митрополии и фактически стала первым по времени расколом на Руси. Оппозицию клименту возглавил епископ Новгородский Нифонт, что с большим одобрением было воспринято в Константинополе. Патриарх Николай IV Музалон даровал Нифонту титул архиепископа, закреплённый за его преемниками. Раскол продолжался до 1156 года, когда из Константинополя прибыл митрополит Константин I. Константин I низложил всех ставленников Клима, анафематствовал князя Изяслава, изгнанного к тому времени на Волынь и скончавшегося, и переосвятил Софийский собор в Киеве. Окончательно контроль Константинополя над епархиями Руси был восстановлен в середине 1160-х годов при митрополите Иоанне IV, которого князь Ростислав Мстиславич согласился принять только после вмешательства императора Мануила I.
Урон Руси и Русской церкви нанесло монгольское нашествие. В 1240 году монголы захватили Киев. Монголы целенаправленно уничтожили стенобитными орудиями киевские храмы и монастыри. От 50-тысячного населения города в живых осталось не более двух тысяч человек. Сильному разорению подверглась и вся центральная часть Руси. В дальнейшем это приобрело ещё большие масштабы, так как в лесостепном центральном регионе негде было укрыться в случае новых набегов монголо-татар. Северо-Восточная Русь была опустошена менее, поэтому наблюдалась определённая миграция населения в эти районы. В начале 1299 года митрополит Максим решил перебраться из разорённого Киева во Владимир-на-Клязьме, перенеся сюда свою резиденцию со всем штатом клириков и чиновников. Владимирская епархия при этом была присоединена к митрополичьей области. Максим стал первым предстоятелем Русской церкви, который был погребён в Успенском соборе во Владимире, а не в Киеве, что ознаменовало собой окончательное перенесение центра митрополии в столицу Северо-Восточной Руси. После своего избрания в 1308 году митрополит Петр прибыл в Киев, но уже зимой 1308—1309 годов уехал во Владимир-на-Клязьме. Этот приезд закреплял выбор, ранее сделанный митрополитом Максимом. В последние годы жизни митрополит Петр большую часть времени проводил в Москве. Перед кончиной митрополит Петр завещал похоронить себя не в Киеве или Владимире, а в полюбившейся ему Москве. Это была заявка на то, чтобы этот город стал новым местопребыванием предстоятеля Русской церкви.
Последним митрополитом в Москве, поставленным в Константинополе, был грек Исидор (1437—1441). Представляя Церковь Руси, а также патриарха Антиохийского Дорофея I (1435—1452) на Ферраро-Флорентийском соборе (1438—1445), он подписал 5 июля 1439 года Соборное определение об унии, принимавшее все новые догматы Римской церкви. В Константинополе уния потерпела полный крах уже в 1440 году ввиду всеобщего отторжения её населением: унии придерживались только двор императора и сам патриарх Константинопольский. Константинопольский собор 1484 года, с участием всех Восточных патриархов, признал латинян «еретиками второй категории», которые подлежали присоединению к православию через миропомазание.

## Разделение Киевской митрополии
В 1441 году митрополит Исидор по прибытии в Москву с Флорентийского Собора отслужил литургию, на которой помянул папу римского Евгения IV, а также зачитал документ об Унии. Сразу же после этого по приказу великого князя Василия II Тёмного он был взят под стражу, но впоследствии бежал. Великий князь приказал не преследовать Исидора. Созванный по этому поводу в 1441 году в Москве Собор епископов Восточной Руси (Великого княжества Московского и соседних с ним княжеств) осудил митрополита Исидора, как еретика и отступника, отвергнув Унию. Московский Собор 1448 г., созванный великим князем Василием, 15 декабря поставил на Русскую митрополию епископа Рязанского Иону без согласования с Константинопольским патриархом-униатом (Константинопольские патриарх и император находились в Унии до взятия турками Константинополя, до 29 мая 1453 года), с титулом «Митрополит Киевский и всея Руси».
15 декабря 1448 года Русская церковь с центром в Москве становится де-факто автокефальной. После захвата Константинополя турками и уничтожения в нём Унии, сношения между русскими и греками возобновились.
При заключении 31 августа 1449 года между Московским князем Василием и Польским королём Казимиром мирного договора, митрополит Иона ходатайствовал о том, чтобы русские православные епархии, находящиеся в Польше и Литве, были в его митрополии. 31 января 1451 года король Казимир частично исполнил просьбу митрополита и вручил тому «столецъ митрополичь Кіевскый и всея Руси, как первіе было по установленію и обычаю рускаго христіяньства» (имелись в виду православные епархии в Литве, но не в Галиции).
В 1458 году у митрополита Ионы под давлением Римского папы Калликста III польский король Казимир IV отнял русские епархии, находившееся в Литве, и поставил во главе их митрополита-униата Григория. Григорий в середине 1460-х вступил в сношения с православным патриархом в Константинополе, и грамотой от 14 февраля 1467 года патриарх Дионисий I предложил всем русским землям принять его как единственного законного митрополита, признанного Константинополем, что было категорически отвергнуто в Москве, где князь Иоанн Васильевич заявил о полном разрыве отношений с патриархией. Образовалось две митрополии: самопровозглашённая Московская и Киевская, которая оставалась частью Константинопольского патриархата. С 1448 по 1589 год Московская Церковь управлялась фактически независимыми Киевским, а затем Московскими и всея Руси митрополитами. Созванный митрополитом Ионой в конце 1459 года Собор московских епископов констатировал факт разделения Русской митрополии, Собор решил быть «неотступным от Святой Церкви Московской».
В 1478 году, вследствие присоединения Новгорода к Московскому княжеству, была окончательно ликвидирована юрисдикционная автономия Новгородской епархии.
Московская митрополия с 1470 по 1504 года была сотрясаема ересью жидовствующих, которую окончательно осудил Московский собор 1504 года. С конца XV век до половины XVI века не затихала борьба между нестяжателями и иосифлянами. Макарьевские соборы 1547 и 1549 годов провели канонизацию святых в Русской церкви и установили порядок канонизации святых по соборному решению епископов и благословению первого иерарха церкви. Большое значение в истории Русской церкви имел Стоглавый собор 1551 года. Ряд определений Стоглава, таких как о двоеперстии, о сугубой (двойной) аллилуйе стали предметом споров при проведении церковной реформы в XVII веке, а определение о «небритии брады» и «нестрижении усов» послужило к большему отчуждению старообрядцев при проведении реформ Петра I в начале XVIII века.
Начиная с правления Иоанна III, в Русском государстве начала формироваться религиозно-историософская и политическая идеология, согласно которой, вследствие политического падения Византии, единственным государственным оплотом вселенского православия становилась Москва, которая получала достоинство Третьего Рима. В несколько модифицированном виде эта идея была формально закреплена в Уложенной Грамоте 1589 года от имени «собора Великого Российского и Греческого царствиа» в составе архиереев Московской церкви с участием Константинопольского патриарха Иеремии II, решения которого были утверждены царём Феодором Иоанновичем. В Московской церкви в данный период формировался взгляд на русское благочестие как единственное во всём мире неповреждённое и спасительное учение Христа. Христиане иных исповедований не считались таковыми и подлежали перекрещиванию при присоединении к православию. В результате сформировалась специфически московская религиозность с особым упором на внешний ритуал, абсолютную неизменность богослужебных форм, а также то, что некоторые исследователи именуют «бытовым исповедничеством»

## Первый патриарший период (1589—1700)

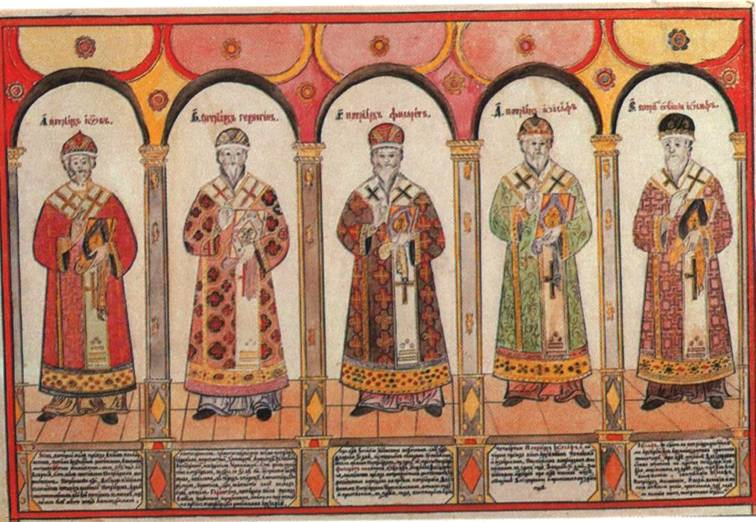
Пять первых патриархов Русской Церкви
(лубок второй половины XIX века)

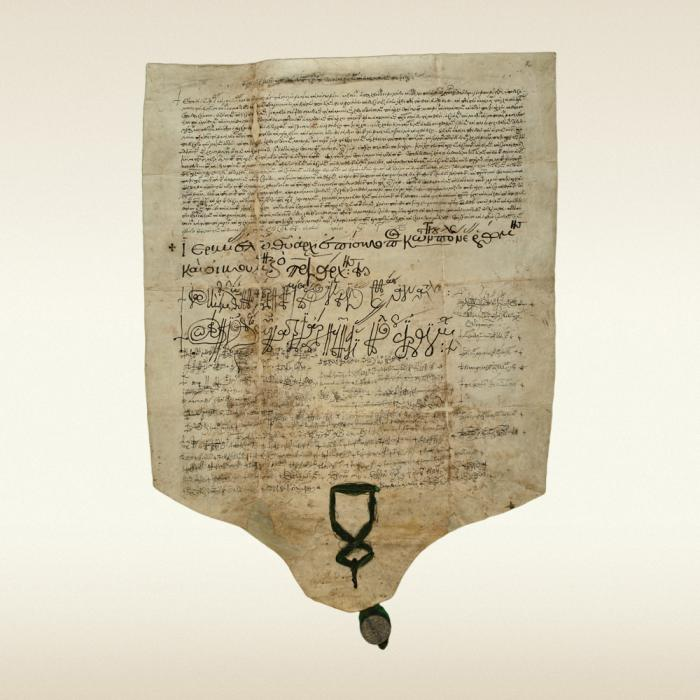
Грамота Константинопольского собора об основании Московского патриархата, май 1590 года

В 1589 года московские митрополиты получили достоинство патриархов и признание автокефалии от патриарха Иеремии II и остальных восточных патриархов. Отличительной чертой управления Московской церкви по сравнению с прочими патриархатами было отсутствие при патриархе постоянно действующего собора епископов — синода, который к тому времени уже сложился как один из органов власти в прочих поместных церквях.
Часть православных митрополии Киевской, Галицкой и всея Руси, которая продолжала пребывать в юрисдикции Константинопольского патриархата на территории Речи Посполитой, в 1596 году заключила унию с папством (Брестская уния), что привело к возникновению Русской Униатской Церкви (лат. Ecclesia Ruthena unita) в Галиции, Волыни, Подолье, которые входили в состав Речи Посполитой, и последующему конфликту между униатами и православными.
Основным делом первого патриарха Московского Иова (1589—1605) стало проведение преобразований в Русской церкви, намеченных Соборным уложением 1589 года. Почти все епископские кафедры были повышены в ранге, открылось несколько новых. Иов возвёл в сан четырёх митрополитов, пятерых архиепископов (из шести) и одного епископа на семь задуманных новых епархий. Установил общецерковные праздники некоторым уже признанным ранее святым, канонизировал ряд новых. Патриарх способствовал распространению христианства среди инородцев Сибири, Казанского края, Корельской области. В Москве, в целях водворения большего благочиния в низшем духовенстве, было учреждено восемь поповских старост. За отказ признать Лжедмитрия I был лишён кафедры и сослан в Старицкий Успенский монастырь. Патриарший престол занял приспешник Лжедмитрия Игнатий (1605—1606), но сразу после убийства Лжедмитрия был лишён не только патриаршего, но и святительского сана.

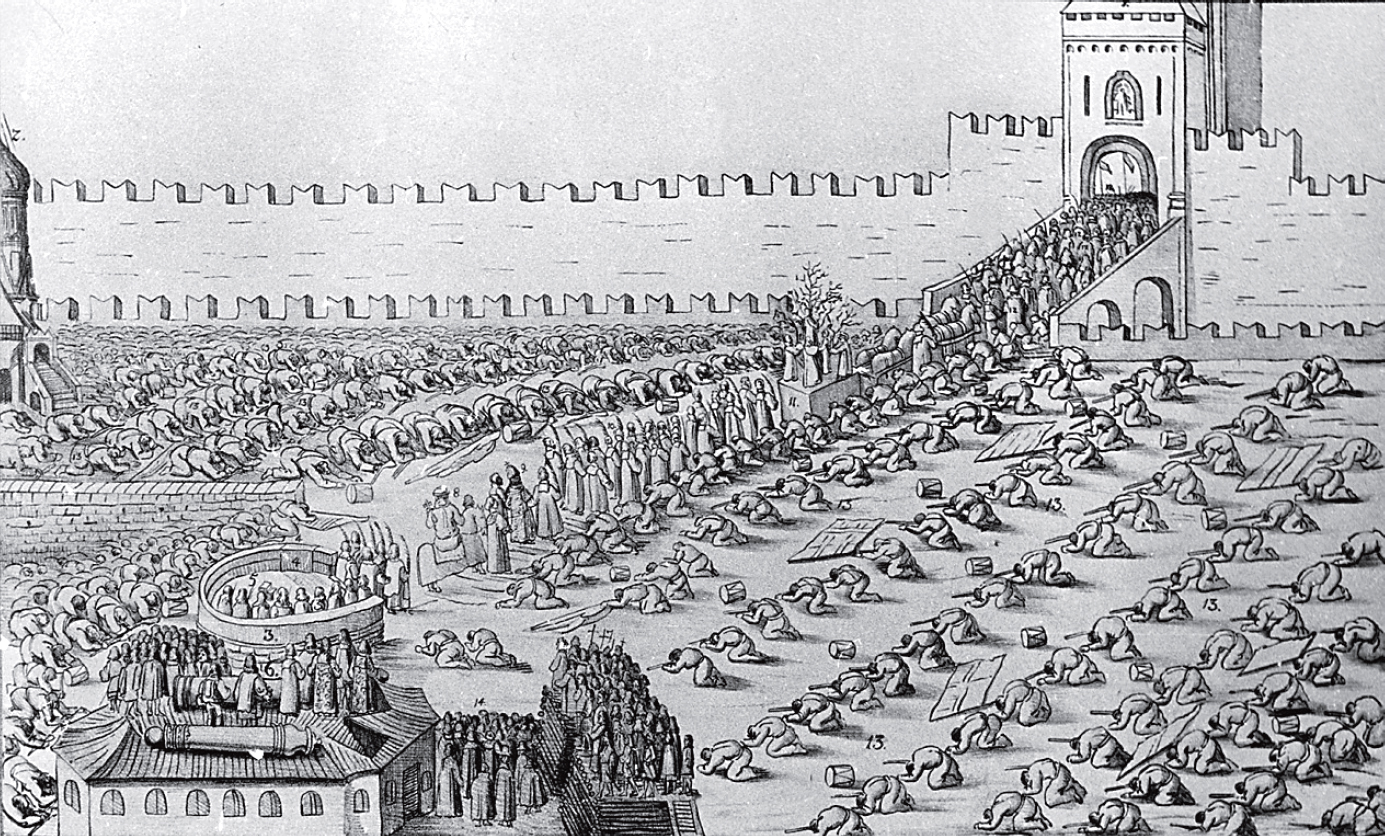
Рисунок из альбома Мейерберга — австрийского посла в Московском государстве, «Празднование Входа Госпо́дня в Иерусали́м, что произошло 1654». Изображён Кремль, царь ведёт коня, на котором сидит патриарх православной церкви, с обеих сторон ходы лежат ниц московские стрельцы.

Патриарх Гермоген (1606—1612) был выдающимся церковным писателем и проповедником, одним из образованнейших людей своего времени. При нём в Москве было возведено новое здание типографии, установлен печатный станок, печатались книги. Был активным противником поляков, за что заключён в Чудовом монастыре, где и умер от голода.
Наивысшей власти в государстве Московские патриархи достигли при патриархе Филарете (1619—1634), отце царя Михаила Федоровича. В 1625 году царь издал Несудимую грамоту, по которой суд над всеми церквами, монастырями и крестьянами на церковных и монастырских землях передавался патриарху, что превращало патриархат в status in statu. При Филарете было созвано два Земских собора (в 1619 и 1632 гг.), учреждена Тобольская и Сибирская архиепископия, открыта греческая школа для детей, развивалось книгопечатание. В 1619—1630 годах была подготовлена публикация капитального труда — 12-томника Миней месячных.
Преемником патриарха Филарета царь Михаил и его ближайшее окружение и сам Филарет, избравший своим преемником архимандрита Иоасафа, хотели бы видеть личность менее яркую и менее склонную к политической активности. При патриархе Иосифе (1642—1652) было издано наибольшее (по сравнению с прежними патриаршествами) количество книг — 38 наименований (некоторые из которых выдержали до восьми изданий). Патриарх поддерживал сближение с греческим Востоком и Киевом.

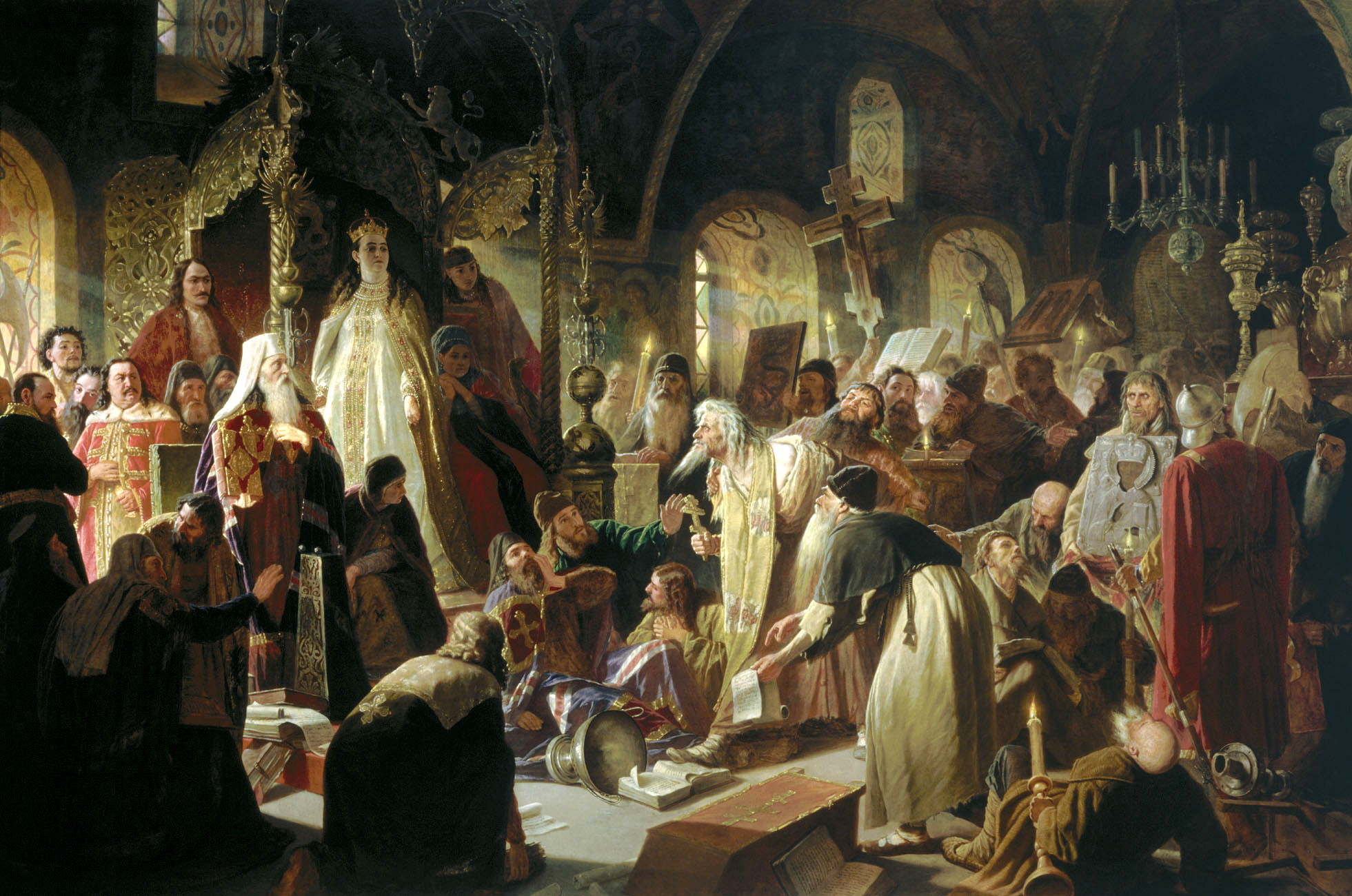
Василий Перов. Никита Пустосвят. Спор о вере. 1880—1881. («прения о вере» 5 июля 1682 года в Грановитой палате в присутствии царевны Софьи)

С 1653 года Патриархом Никоном при поддержке царя Алексея Михайловича, было осуществлено исправление богослужебных книг и иные меры по унификации московской богослужебной практики с греческой. Реформа Патриарха Никона не была принята частью Церкви, вследствие чего произошёл раскол, и возникло старообрядчество. Последние годы патриаршества Никона были ознаменованы конфликтом с царём, приведшим к низложению патриарха в декабре 1666 года.
В патриаршество Иоасафа II (1667—1672) состоялся Большой Московский собор русского и восточного духовенства, проклявший старообрядцев, одновременно предавая их государственному уголовному преследованию. Иоасаф II предпринимал усилия по проведению в жизнь запретов, введённых Московским собором. Вместе с тем, Иоасафу II не хватило энергии для выполнения ряда важнейших решений Московского двора: осталась нереализованной рекомендация собора о повсеместном заведении училищ (школ) и учреждении в России новых епархий (утверждена только одна — Белгородская). Борясь с проникновением западно-европейской манеры в русскую иконопись, патриарх стремился узаконить византийский стиль. При Иоасафе II были возобновлены проповеди в церквах. По его инициативе православные миссионеры действовали на Крайнем Севере (до островов Новой Земли), Дальнем Востоке (до Даурии). На Амуре, недалеко от границы с Цинской империей (Китаем).
Содержанием деятельности патриарха Иоакима (1674—1690) было отстаивание старины, престижа церкви и духовенства. Важнейшим событием его патриаршества было переподчинение в ноябре 1685 года Московскому патриархату части Киевской митрополии (Киевская и Черниговская епархии), которая до того находилась в юрисдикции Константинопольского престола: в 1686 году Константинопольский Патриарх Дионисий с согласия других Восточных Патриархов, послал грамоту, утверждающую постановление митрополита Гедеона Четвертинского во главе Киевской митрополии, присоединённой к Московскому Патриархату; преемники Гедеона Четвертинского, которого на Киевскую митрополию де-факто избрала казацкая старшина во главе с гетманом Самойловичем, канонически подчинялись Московскому Патриархату. Стойким противником переподчинения Киевской митрополии был принимавший деятельное участие в русских делах Иерусалимский Патриарх Досифей II (Нотара), считавший такое переподчинение противным канонам. За Гедеоном Четвертинским сохранялся титул «митрополит Киевский, Галицкий и всея Руси», а также право преднесения Креста в своей епархии и иные привилегии; Киевская кафедра была признана первоначальною в России. Вскоре, однако, митрополит Гедеон стал терять данные ему в Москве привилегии: в январе 1688 года у него было отнято право титуловаться митрополитом «всея Руси» (дозволено именоваться «митрополитом Киевским, Галицким и Малыя России»), а в июле из его ведения были изъяты Черниговская епархия и Киево-Печерская лавра, чем был подорван его престиж.
При Иоакиме неудачей закончилась повторная попытка царя на Соборе 1682 года увеличить количество епархий и ввести митрополичьи округа.
Другим важным событием в патриаршество Иоакима было учреждение Московской Славяно-Греко-Латинской академии в 1685 году.
Последний патриарх досинодального периода Адриан (1690—1700) был консерватором и противником реформ царя Петра I. При нём прошло два собора: в 1697 году и в 1698 году.

## Синодальный период (1700—1917)
По смерти патриарха Адриана в 1700 году Пётр I воспретил избрание нового Патриарха и по прошествии 20 лет учредил Духовную коллегию, вскоре переименованную в Святейший синод, который, являясь государственным органом, исполнял функции общецерковного управления с 1721 по январь 1918 года, — с императором (до 2 марта 1917 года) в качестве «крайнего Судии сей Коллегии».
Вплоть до времени Всероссийского Поместного собора 1917—1918 годов основным внешним (государственно-правовым) регулирующим документом для Церкви являлся Духовный Регламент 1721 года, а позже также Устав духовных консисторий.
В результате церковной реформы Петра I духовенство к середине XVIII века превратилось в замкнутое сословие, доступ в которое лиц из прочих сословий в интересах государственной службы и тягла был сильно затруднён. Возникшая при Петре система духовных школ (семинарий и духовных училищ) также носила сословный характер. Образование устроялось по малороссийскому образцу: господствовала латынь (и как предмет, и как язык обучения) и схоластика. Внедрение школьного образования для детей духовенства шло с чрезвычайным трудом и встречало массовое сопротивление.
В 1763 и 1764 годах рядом указов были упразднены монастырские вотчины и введены штаты для некоторых оставляемых монастырей, а также всех епархий, которые были разделены на три класса с определённым содержанием и предписанным составом. В результате Церковь перестала играть роль важнейшего субъекта социально-экономической жизни страны. Духовенство потеряло финансовую независимость и оказалось на содержании государственной казны, превратившись в особую категорию чиновничества. Четыре пятых монастырей в Великороссии было упразднено в результате секуляризации монастырских владений. Ответом церкви на это стало возрождение и распространение в некоторых монастырях такого явления, как старчество.

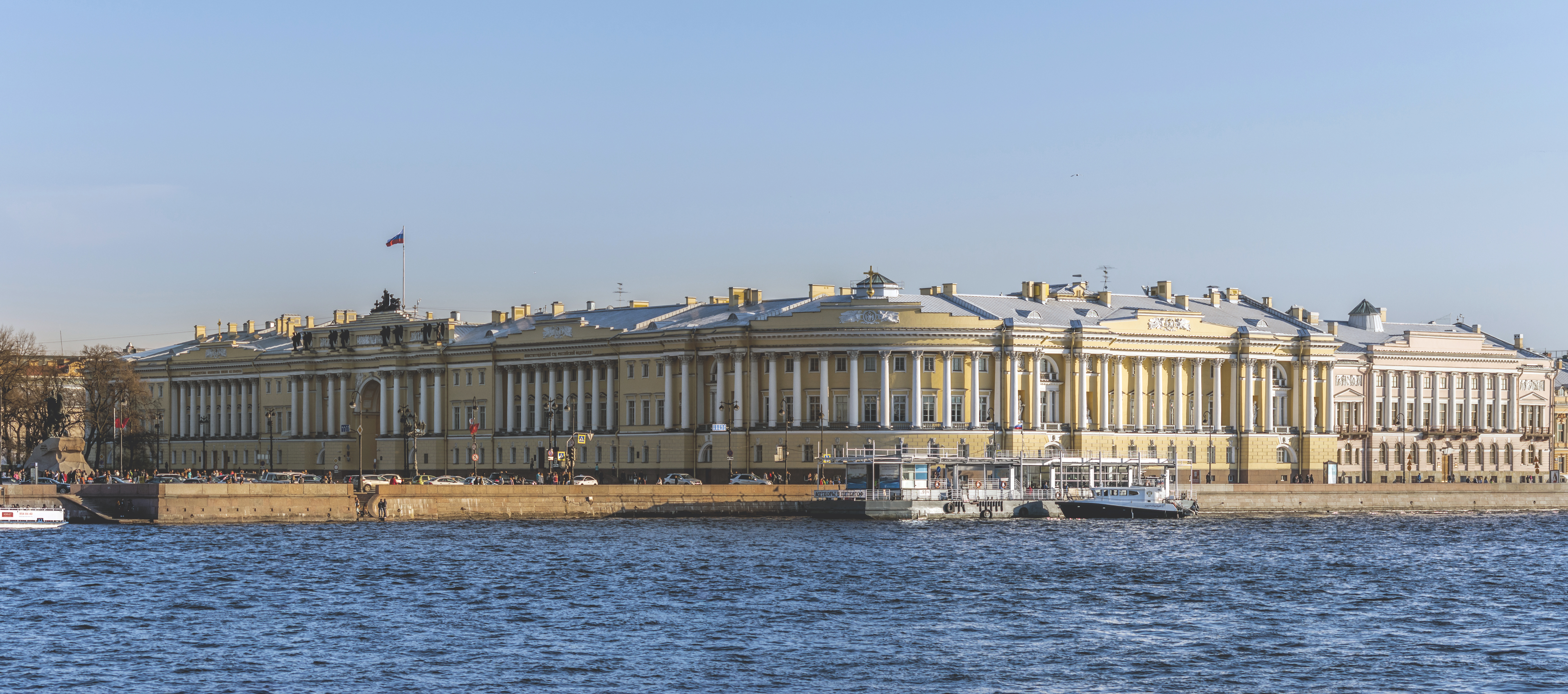
Здание Сената и Синода в Санкт-Петербурге. Возведены в 1829—1834 годах

В XIX веке наиболее значительными фигурами в церковной политике были митрополит Московский Филарет (Дроздов) и обер-прокурор Святейшего синода Константин Победоносцев. Первый, будучи блестящим проповедником, догматистом и администратором, сыграл значительную роль в становлении русской духовной школы, свободной от латинской схоластики. Второй, проводя охранительную политику и пользуясь значительным влиянием на Александра III, содействовал дальнейшей социальной изоляции духовенства и падению престижа Церкви в обществе. В XIX веке происходила почти полная секуляризация и отход от Церкви значительной части образованного слоя русского народа. Одновременно, в конце столетия наблюдалось заметное пробуждение интереса к религии в среде творческой интеллигенции, возникло движение за обновление церковной жизни и восстановления соборного начала в управлении, провозвестниками которого были Алексей Хомяков, Владимир Соловьёв, Лев Тихомиров и др. Владимир Соловьёв писал в 1881 году: «Собор Русской Церкви должен торжественно исповедать, что истина Христова и церковь Его не нуждается в принудительном единстве форм и насильственной охране <…> Отказавшись, таким образом, от внешней полицейской власти, церковь приобретёт внутренний нравственный авторитет, истинную власть над душами и умами. Не нуждаясь более в вещественной охране светского правительства, она освободится от его опеки и станет в подобающее ей достойное отношение к государству».

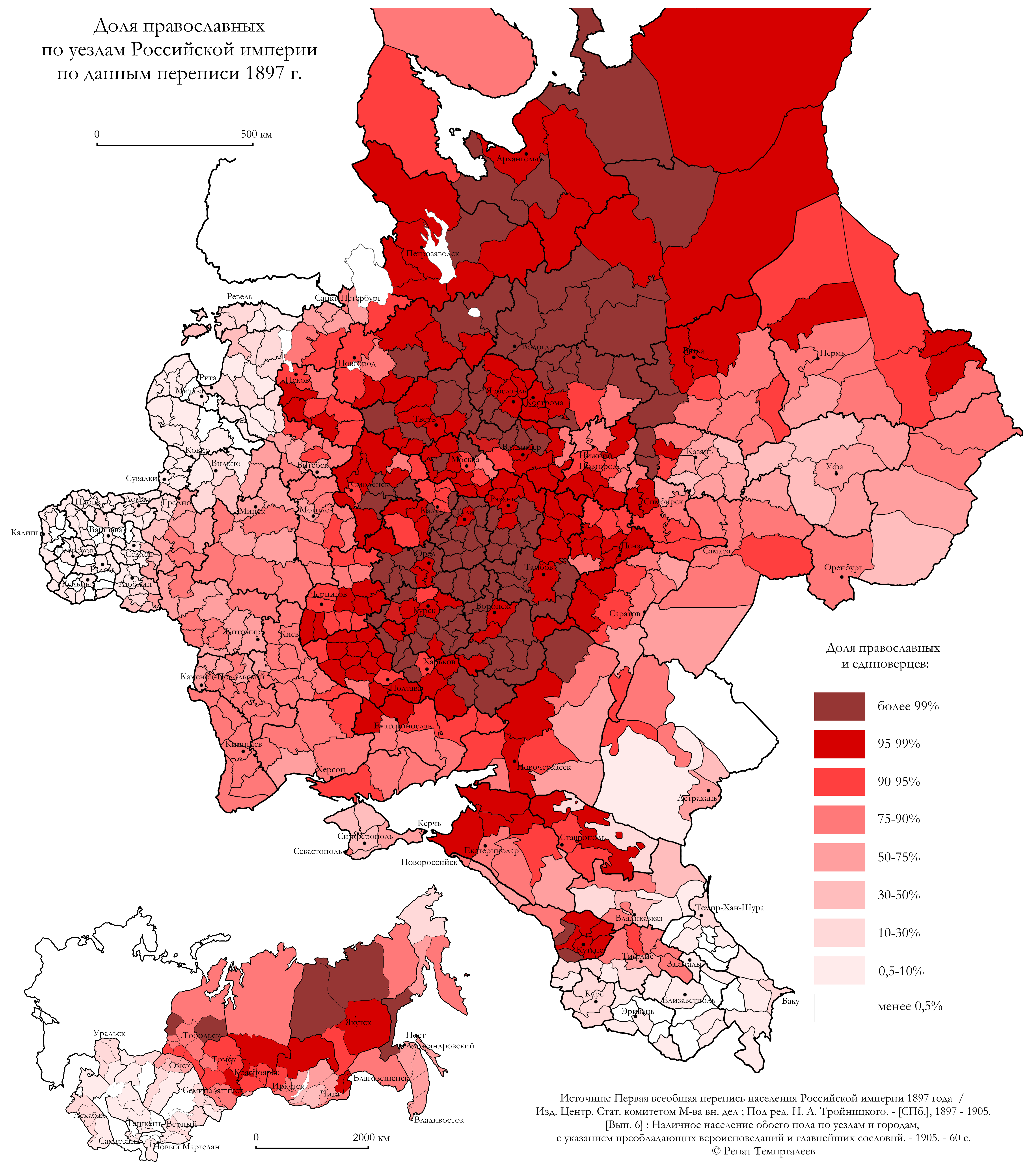
Доля православных по уездам и округам Российской империи по данным первой всеобщей переписи населения 1897 года

В конце XIX века проводились съезды епископов, посвящённые насущным вопросам, которые, впрочем, не имели статуса (поместного) собора. Так, в 1884 году состоялись два епископских съезда: одиннадцати юго-западных архиереев в Киеве против сектантства (штундизма) и совещание епископов в Петербурге о школе и вопросах обеспечения сельского духовенства. В 1885 году в Казани прошло совещание девяти епископов Поволжья для обсуждения мер против раскола, а также вопросов миссионерской деятельности среди инородцев Поволжья. В 1888 года в Киеве проводились масштабные торжества и собрания, посвящённые 900-летию крещения Руси. В 1897 и 1898 годах проводились миссионерские съезды в Казани и Одессе.
В 1901—1903 годах в Санкт-Петербурге проходили «религиозно-философские собрания» представителей светской интеллигенции и духовенства под председательством епископа Ямбургского Сергия (Страгородского); окончательно вызрела мысль о необходимости созыва Поместного собора и реорганизации высшего церковного управления. По Высочайшему Указу правительство во главе с графом Сергеем Витте в декабре 1904 года начало разработку законопроекта об укреплении начал веротерпимости, изданного Высочайшим манифестом 17 апреля 1905 года.
Следствием изменившегося законодательства стала ситуация, когда Православная церковь, лишившись своих прежних государственно-правовых привилегий, фактически оказалась в роли дискриминируемого исповедания, так как продолжала пребывать под прямым государственным контролем. Попытки первенствующего члена Синода Антония (Вадковского) найти пути для исправления ненормального положения торпедировались Победоносцевым.
Тем не менее, в ответ на начавшуюся в среде епископата дискуссию о каноническом строе церковного управления, 16 января 1906 года Николай II утвердил состав Предсоборного присутствия — комиссии по подготовке к Собору, — открывшегося 8 марта 1906 года. Последнее общее заседание Предсоборного присутствия состоялось 15 декабря 1906 года. После смуты 1905 года Двор рассматривал требования о созыве Собора как революционные настроения в «ведомстве православного исповедания». Высочайшим повелением от 28 февраля 1912 года учреждалось «при Святейшем Синоде постоянное, впредь до созыва собора, предсоборное совещание» (в более ограниченном составе, чем Присутствие, — для «всякого рода подготовительных к собору работ, в коих может оказаться необходимость»), председателем которого 1 марта император утвердил, по предложению Синода, архиепископа Финляндского Сергия (Страгородского). По смерти митрополита Санкт-Петербургского Антония (Вадковского) 2 ноября 1912 года, редакционная статья в правой газете «Московские ведомости» под заголовком «Соборное избрание первенствующего митрополита» призывала осуществить «это малейшее из малых восстановлений канонического порядка», поясняя, что речь идёт не о Поместном соборе, но «епископском соборе» (преемник Антония был назначен обычным для синодальной эпохи порядком).
В конце данного периода возник ряд радикальных националистических и монархических, так называемых «черносотенных» организаций, опиравшихся в идеологии на русское православие: «Русское собрание», «Союз русского народа», «Русская монархическая партия», «Союз Михаила Архангела» и другие. В монархическом движении участвовали представители чёрного и белого духовенства, занимая руководящие посты в некоторых организациях до 1913 года, когда Святейшим синодом был издан указ, запрещавший духовенству заниматься партийной политической деятельностью.

### Церковь при Временном правительстве
Падение монархии в России 2 (15) марта 1917 года церковная иерархия в своём большинстве встретила либо равнодушно, либо сочувственно.
В историографии существует и иная точка зрения, заключающаяся в том, что высшее духовенство Православной российской церкви сыграло одну из ведущих и определяющих ролей в свержении монархии в России.
6 (19) марта Святейший синод издал Определение № 1207 об обнародовании в православных храмах актов 2 и 3 марта 1917 года, гласившее, в частности: «Означенные акты принять к сведению и исполнению и объявить во всех православных храмах, в городских — в первый по получении текста сих актов день, а в сельских — в первый воскресный или праздничный день, после Божественной литургии, с совершением молебствия Господу Богу об утишении страстей, с возглашением многолетия Богохранимой Державе Российской и Благоверному Временному Правительству ея». Бывший тогда товарищем обер-прокурора Синода князь Николай Жевахов, находясь впоследствии в эмиграции, в 1920-е годы вспоминал о «памятном» заседании Святейшего синода 26 февраля (11 марта) 1917 года, когда Петроград был полностью парализован смутой: первенствующий член Синода митрополит Киевский Владимир (Богоявленский) отверг предложение князя обратиться с воззванием к населению, которое, по мысли князя, должно было стать «грозным предупреждением Церкви, влекущим, в случае ослушания, церковную кару», сказав ему: «Это всегда так. Когда мы не нужны, тогда нас не замечают: а в момент опасности к нам первым обращаются за помощью». Жевахов объяснял такое поведение членов Синода не как «отказ высшей церковной иерархии помочь государству в момент опасности, а самым заурядным явлением оппозиции Синода к Обер-прокуратуре». Характерна передовица в официальном издании «Церковный вестник» (апрель 1917 года), написанная редактором членом Государственного совета, членом совета Русского собрания профессором-протоиереем Тимофеем Буткевичем: «<…> Но если поведение бывшего царя не было результатом психической ненормальности, то неизбежно прийти к заключению, что никто и никогда так не дискредитировал принципа самодержавия, как именно Николай II. <…> Ведь ни для кого не секрет, что вместо Николая II, Россиею управлял развратный, невежественный, корыстолюбивый хлыст-конокрад Распутин! <…> Особенно тяжело сказалось влияние Распутина на царя в жизни Православной церкви. Как хлыст, Распутин был самым непримиримым врагом Церкви. Поэтому и все распоряжения царя по церковным делам носили враждебный характер, — характер юлиановских гонений. Господство в церкви было предоставлено хлыстовству. И церковью управлял, собственно, Распутин. <…>». Такой имеющий репутацию крайнего националиста и монархиста деятель русского православия, как протоиерей Иоанн Восторгов сразу после Февральской революции писал о «рабстве» епископов и Синода «в старом строе».
В течение марта Временное правительство России приняло ряд нормативных актов, касавшихся прерогатив Синода:
- 3 (16) марта 1917 года провозглашена полная и немедленная амнистия по всем религиозным делам[123].
- 20 марта (2 апреля) 1917 года — Закон «Об отмене вероисповедных и национальных ограничений», разрешивший нехристианам усыновлять детей-христиан[123].
- 25 марта (7 апреля) 1917 года Постановление «Об отмене ограничений в правах белого духовенства и монашествующих, добровольно, с разрешения духовной власти, слагающих с себя духовный сан, а также лишённых сана по суду духовному». Этот документ дал всем вышедшим (и изгнанным) из духовного сословия право на сохранение всех учёных степеней, полученных ими в том числе в период пребывания в сане[123].

14 (27) апреля 1917 года Временное правительство издало постановление, освобождающее всех членов Синода, за исключением архиепископа Сергия (Страгородского), и о вызове новых членов на летнюю сессию. Смысл роспуска состоял в удалении из Синода лиц, которые воспринимались тогда обществом как ставленники Распутина: московского митрополита Макария (Невского) и петроградского Питирима (Окнова). Указ был зачитан Синоду обер-прокурором Владимиром Львовым 15 апреля (ст. ст.); архиепископ Сергий (Страгородский) согласился войти в новый состав Синода, «хотя обещал братьям-епископам, что в новый состав Синода, образованного Львовым, не пойдёт».
29 апреля (12 мая) 1917 года обновлённый Синод обратился с посланием к архипастырям, пастырям и всем верным чадам Российской Православной Церкви, которое объявляло о введении выборного начала в церковном управлении и возвещало о созыве Поместного собора. Определение Святейшего синода от 5 (18) мая 1917 года за № 2668 «О привлечении духовенства и паствы к более активному участию в церковном управлении», в частности, постановляло: «<…> Озаботиться созывом в ближайшие дни чрезвычайных епархиальных съездов духовенства с участием представителей от приходов, облечённых доверием прихожан, и представителей от местных духовных учебных заведений для обсуждения на сих съездах не только вопросов, имеющих отношение к данной епархии, но и общих вопросов о положении православной церкви в русском государстве, в связи с происшедшими переменами в строе государственного управления и предстоящим созывом Церковного Собора и Учредительного Собрания, а также вопросов о желательных преобразованиях в церковном управлении и церковно-общественной жизни, с тем, чтобы о принятых съездами решениях и о высказанных пожеланиях по общим вопросам доложено было Святейшему Синоду, ввиду предстоящего созыва Предсоборного Совета <…>».
Летом 1917 года проходили выборы епископов по епархиям — явление беспрецедентное в синодальный период: на соответствующие кафедры были избраны Тихон (Беллавин) в Москве, Вениамин (Казанский) в Петрограде, Сергий (Страгородский) во Владимире.
В дальнейшем Временное правительство продолжило осторожно ограничивать права Церкви:
- 22 июня (5 июля) 1917 года льготы по пайкам солдатским семьям распространены также на гражданских жён и внебрачных детей (при отсутствии законной семьи)[127].
- 14 (27) июля 1917 года вышел Закон «О свободе совести», который разрешил свободный переход в другую религию лицу, достигшему 14 лет. Теперь требовалось также согласие ребёнка старше 9 лет, если родители решили перевести его в другую веру. Закон предусматривал и «вневероисповедное» состояние, причём в этом случае акты гражданского состояния вели органы местного самоуправления[128].
- 20 июня (3 июля) 1917 года — Временное правительство передало православные церковно-приходские школы Министерству народного просвещения (кроме школ, не финансируемых из государственного бюджета)[129]. Причём это постановление не касалось школ других конфессий[130].

## Второй патриарший период

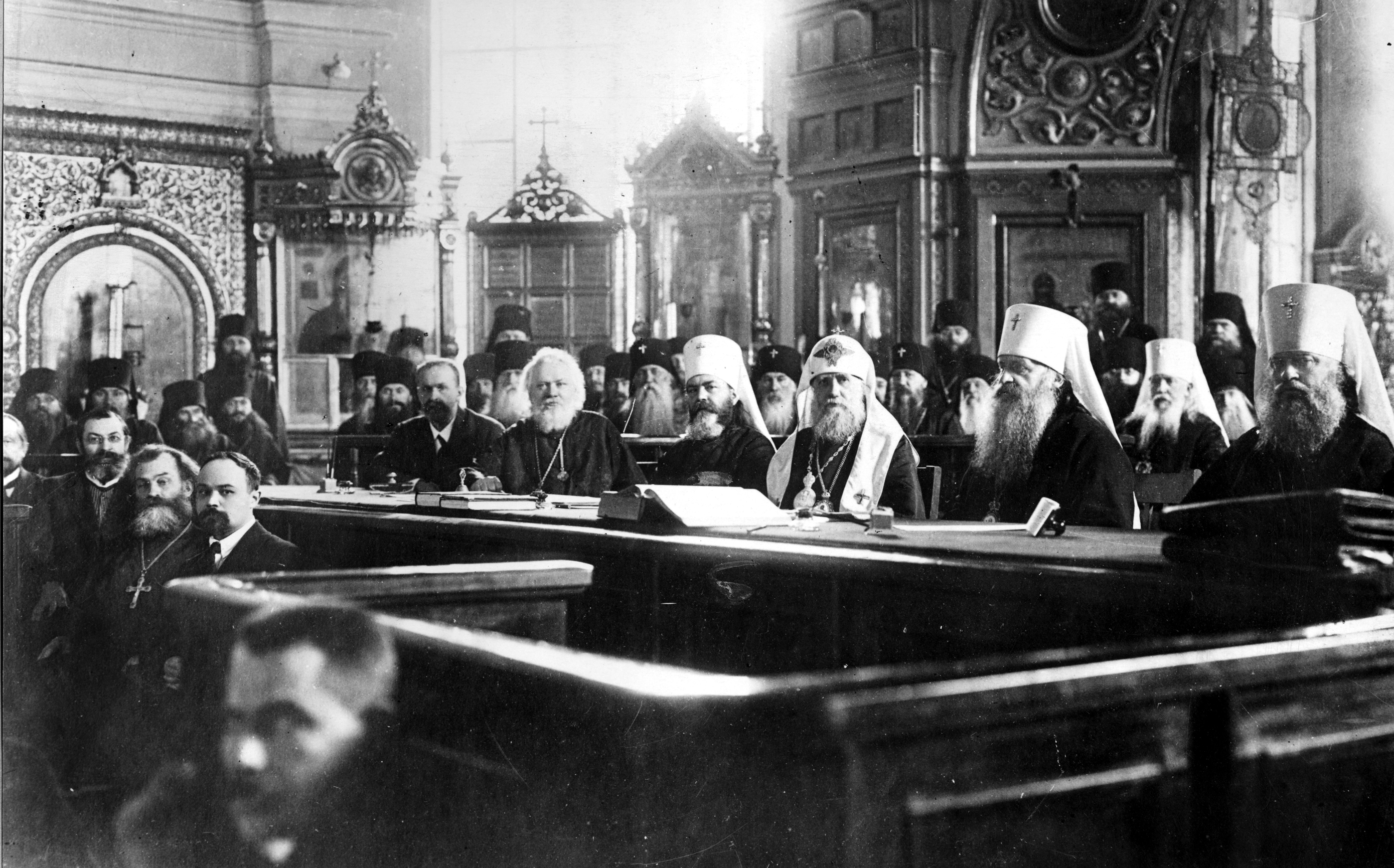
Заседание поместного собора 1917—1918 годов

В начале 1900-х, невзирая на сопротивление Константина Победоносцева, началась подготовка к созыву Всероссийского Поместного Собора, который открылся служением литургии 15 августа (ст. ст., на Успение) 1917 года в Успенском соборе Кремля. Крупнейшим его решением было восстановление 28 октября того же года патриаршего возглавления Российской Церкви, которое сохраняется и ныне. Предсоборный Совет, работавший ранее, летом 1917 года, в Петрограде, под влиянием ряда профессоров Духовных академий (Совет состоял из 40 мирян, 10 священников и 12 епископов) вынес решение, направленное против восстановления патриаршества, найдя его несовместимым с идеей соборности. В заседаниях соборного Отдела о Высшем церковном управлении (одного из 22 отделов, образованных на Соборе) большинство докладов было направлено против патриаршества. На самом Соборе, который начал прения по вопросу 11 октября (ст. ст.), положительное решение вопроса 28 октября было во многом обусловлено резкой радикализацией политической ситуации в связи с захватом в Петрограде власти большевиками за три дня до того и вооружёнными столкновениями в Москве в тот день между сторонниками большевиков и юнкерами.
Деяние Собора не было механической реставрацией патриаршества в том виде, как оно существовало до синодального периода: наряду с институтом патриаршества Собор учреждал 2 постоянно действующих коллегиальных органа (Священный Синод и Высший Церковный Совет). К ведению Синода были отнесены дела иерархически-пастырского, вероучительного, канонического и литургического характера, а в ведение Высшего Церковного Совета — дела церковно-общественного порядка: административные, хозяйственные, школьно-просветительные. Особо важные общецерковные вопросы, связанные с защитой прав Церкви, подготовкой к предстоящему Собору, открытием новых епархий, — подлежали решению совместного присутствия Синода и Высшего Церковного Совета. Новые органы Высшей власти приняли полномочия упразднённого Святейшего Синода с 1 (14) февраля 1918 года, согласно постановлению Собора от 31 января.
В состав Синода входили, помимо его Председателя — Патриарха, — ещё 12 членов: митрополит Киевский по должности, 6 архиереев по избранию Собором на три года и 5 епископов, призываемых по очереди сроком на один год. Из 15 членов Высшего Церковного Совета, возглавляемого, как и Синод, Патриархом, 3 архиерея делегировались Синодом, а один монах, 5 клириков из белого духовенства и 6 мирян — избирались Собором.

### До 1941 года
Уже в декабре 1917 года ВЦИК (большевистское правительство) принял ряд актов, упразднявших функции Православной церкви как государственного учреждения, пользующегося государственным покровительством.
20 января 1918 года газета «Правда» опубликовала два декрета: о прекращении выдачи средств на содержание церквей и священнослужителей (с 1 марта) и о упразднении военного духовенства.
23 января (ст. ст.) 1918 года был опубликован утверждённый 20 января СНК РСФСР декрет «Об отделении церкви от государства и школы от церкви», которым церковь была отделена от государства и от государственной школы, лишена прав юридического лица и собственности; религия стала исключительно частным делом граждан. Взявшие в России (РСФСР, позже СССР) власть большевики открыто провозглашала в качестве своей задачи содействовать «отмиранию религиозных предрассудков»; политические послания патриарха Тихона, которые в 1918 году распространялись в форме отпечатанных листовок, были восприняты властями как призывы к саботажу. До 1923 года священноначалие Патриаршей церкви в своих актах не сообразовывалось с положениями декрета об отделении, как и с иными «узаконениями» Совета народных комиссаров, неправомерными с церковной точки зрения..

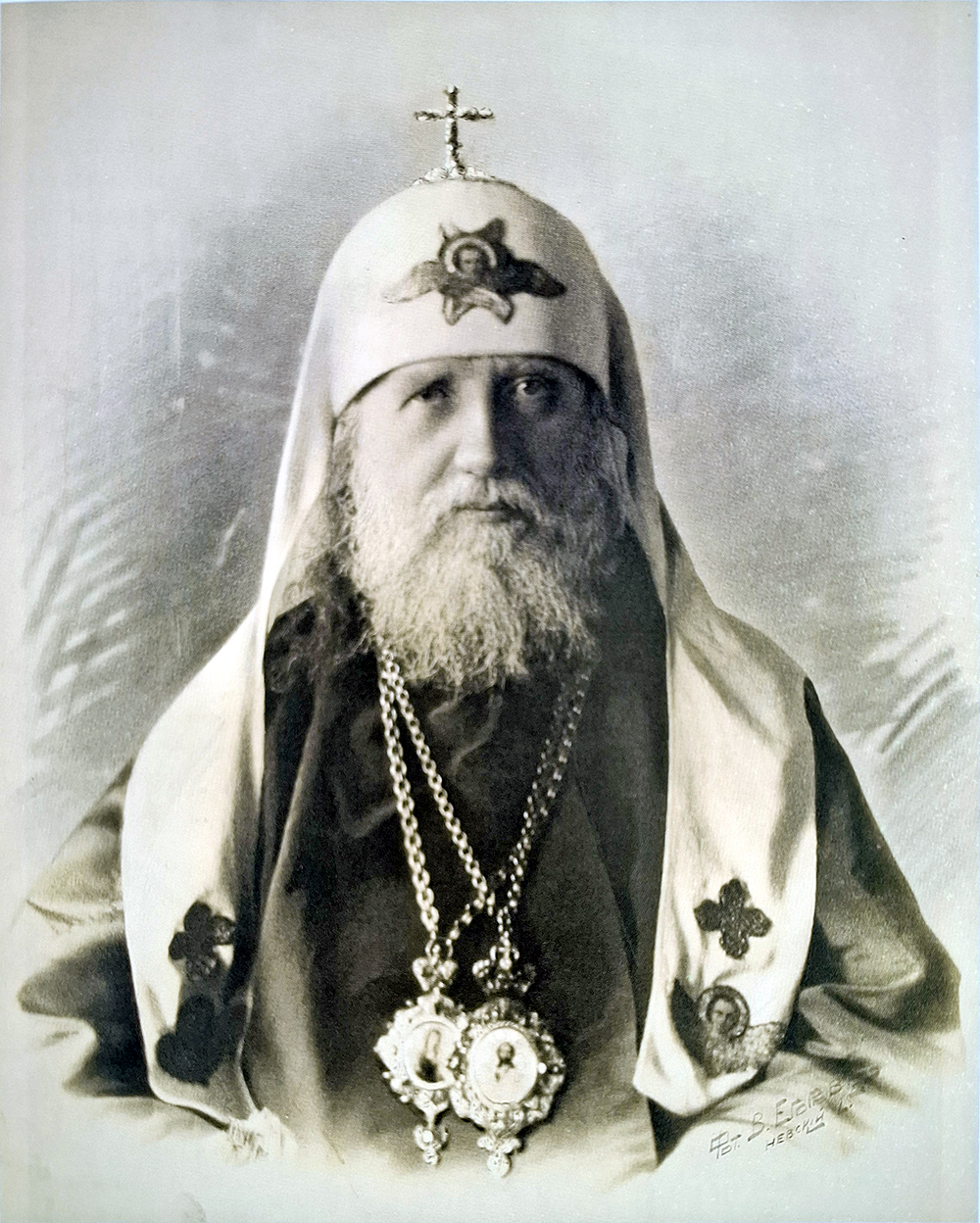
Патриарх Тихон

Патриарх Тихон, осуждая братоубийственную гражданскую войну, после 1919 года стремился занимать нейтральную позицию в конфликте сторон, но для большевиков такая позиция была неприемлема. К тому же, большая часть иерархии и духовенства, находившаяся на территории, контролируемой «белыми», в связи с их поражением эмигрировала и создала за рубежом собственную церковную структуру — Русскую православную церковь заграницей.
Разразившийся в 1921 году в результате засухи голод в Поволжье, на Украине, в Крыму и в других регионах советские власти использовали как повод для начала антирелигиозной кампании по изъятию церковных ценностей под предлогом сбора средств для оказания помощи голодающим (согласно постановлению ВЦИК «Об изъятии церковных ценностей для реализации на помощь голодающим», опубликованному 23 февраля 1922 года). Патриарх Тихон попытался предотвратить возможное противостояние с официальными властями, обратившись с воззванием к духовенству и верующим и призвав жертвовать на помощь голодающим церковные ценности, кроме богослужебных предметов. Однако кровавых эксцессов избежать не удалось: при насильственном изъятии церковных ценностей в 1922 году произошли столкновения представителей властей, часто поддерживаемых вооружёнными отрядами, с верующими (имелись убитые и раненые). Затем в целом ряде городов состоялись массовые судебные процессы над священнослужителями и мирянами по сфабрикованным обвинениям в сопротивлении действиям властей по изъятию церковных ценностей (были репрессированы тысячи человек, некоторых из обвиняемых приговорили к расстрелу). Подвергался аресту и патриарх Тихон (с мая 1922 года по июнь 1923 года).
Власти стремились ослабить Церковь также посредством стимулирования противоречий и раскольничьих групп. В мае 1922 года поддержку органов государственной власти получило обновленчество, которое было официально признано органами государственной власти как «Православная российская церковь». На своём соборе в апреле 1923 года («Второй Поместный Всероссийский Собор») обновленцы приняли резолюцию в поддержку советского социалистического строя, осудили «контрреволюционное духовенство» (патриаршую церковь), а патриарха Тихона объявили низложенным.
В июле 1923 года Финляндская православная церковь вышла из юрисдикции Православной российской церкви и перешла под юрисдикцию Константинопольского патриархата.
С весны 1924 года, в патриаршество вселенских патриархов Григория VII и Константина VII, Православная российская церковь (обновленцы) пользовалась признанием и поддержкой греческих церквей: Константинопольской и Александрийской, хотя ранее, в частности на Всеправославном совещании в Константинополе в 1923 году, выражалась поддержка Патриарха Тихона.
Согласно завещательному распоряжению патриарха Тихона, после его кончины (25 марта (7 апреля) 1925 года), предстоятелем российского церковного управления Патриаршей церкви стал патриарший местоблюститель митрополит Крутицкий Петр (Полянский). С 10 декабря 1925 года фактическим главой церковного управления с титулом Заместителя Патриаршего Местоблюстителя был митрополит Нижегородский Сергий (Страгородский), который, как и его предшественники, предпринимал попытки нормализовать положение Российской церкви в новом государстве.
29 июля 1927 года под давлением властей митрополит Сергий выступил с посланием, известным как «Декларация». Реакция на заявление митрополита Сергия в церковных кругах была крайне противоречивой. Зарубежный (Карловацкий) синод отверг и осудил её. Часть иерархов внутри страны, расценив поступок митрополита как предательство интересов Церкви, открыто объявила об отходе от него (см. Иосифляне (XX век)), часть прекратила поминовение митрополита Сергия (см. Непоминающие). Часть, не будучи солидарны с рядом положений Декларации, оценили её характер как вынужденный, сохранили доверие к Сергию как руководителю Церкви. Однако надежды митрополита и его сторонников в отношении властей не оправдались. Синод, возглавлявшийся Сергием, юридического признания не получил и в мае 1935 года вынужден был «самоликвидироваться», аресты духовенства и административное закрытие храмов возобновились с новой силой с 1929 года. Так, в 1937 года было закрыто более 8 тысяч храмов, де-факто ликвидировано 70 епархий и викариатств (формально они продолжили существовать до епархиального переустройства в 1943 году). В течение 1937—1938 НКВД повсеместно провёл массовые операции по арестам и расстрелам духовенства. По окончании этой спецоперации 16 апреля 1938 года Президиум Верховного Совета СССР постановил ликвидировать Комиссию Президиума ЦИК СССР по вопросам культов. Репрессии 1937—1938 года затронули и обновленцев. Если в начале 1938 года у них насчитывалось 49 правящих архиереев и 11 пребывающих на покое, то к лету 1941 года правящих обновленческих архиереев осталось 2, остальные выжившие находились на покое или в заключении.
К 1939 году церковная структура по всей стране была практически уничтожена; епархии как административные единицы фактически исчезли, большая часть духовенства истреблена физически или находилась в лагерях. Тем не менее, Сталину к тому же 1939 году стало ясно, что попытки решить поставленную задачу полного искоренения религии в СССР провалились. Часть исследователей полагают, что существование катакомбной Церкви в СССР было одной из важных, если не основной, причин, почему Патриаршему Местоблюстителю удалось сохранить к 1939 году несколько сот приходов и ужатое до минимума церковное управление. Ситуация серьёзно изменилась в сентябре 1939 года, когда в результате присоединения Союзом ССР восточных территорий Польши, а в 1940 году — Латвии, Литвы и Эстонии, на территории СССР оказалось свыше 7500 тысяч православных верующих Западной Украины, Белоруссии и стран Прибалтики, организованных в епархии и приходы, действующие монастыри, учебные заведения, редакции церковных газет и т. д. В это время произошло временное свёртывание антицерковных акций. Правительству оказалась нужна деятельность Московской Патриархии: «Сергий впервые с тех пор, как он возглавил Церковь, оказался в таком положении, что мог требовать уступок от правительства». Точной и достоверной статистики действовавших в канун Великой Отечественной войны храмов нет, но, по некоторым данным, их число перед началом войны составляло 3732 храма всех «ориентаций» (то есть включая обновленческие и униатские, и католические), из которых около 3 350 приходилось на западные недавно присоединённые республики, а количество священнослужителей, по данным ТАСС, — 5 665 из них порядка 90 % выпадало на Западную Украину и Белоруссию, Молдавию и Прибалтику.

### 1941—1991 годы
22 июня 1941 года митрополит Сергий, вернувшись в канцелярию Патриархии от воскресной литургии в Богоявленском соборе, собственноручно отпечатал «Послание пастырям и пасомым Христовой Православной Церкви», в котором призывал всех стать на защиту Родины. Обращение было разослано по всем приходам. 26 июня в Богоявленском соборе митрополит Сергий отслужил молебен о даровании победы, после чего подобные молебствия стали совершаться во всех храмах Русской церкви. Была организована широкая кампания по сбору средств, на которые были построены и переданы действующей армии танковая колонна имени Дмитрия Донского и эскадрилья имени Александра Невского.
В условиях вынужденного военно-политического союза с Великобританией и США Иосиф Сталин стал перед необходимостью прекратить антирелигиозную и антицерковную кампании в СССР, которые имели крайне негативное воздействие на общественное мнение союзных держав; Франклин Рузвельт прямо обусловил оказание помощи ослаблением репрессий против религии в СССР. «Уже в конце октября 1941 года прибывший в Москву его [Рузвельта] личный представитель А. Гарриман сообщил Сталину об обеспокоенности американской общественности судьбой Русской церкви, передал просьбу президента улучшить её правовое и политическое положение в России».
Другим серьёзным фактором в ослаблении репрессий против религии было церковное возрождение на территориях СССР, находившихся под контролем Германии, а перешедшие позднее в стратегическое наступление вооружённые силы и карательные органы СССР по соображениям политической целесообразности не могли сразу возобновлять на занимаемых территориях прежнюю репрессивную практику. 25 января 1944 года псаломщик Николо-Конецкого прихода Гдовского района С. Д. Плескан писал митрополиту Алексию (Симанскому): «Могу сообщить, что русский человек совершенно изменился, как только появились немцы. Разрушенные храмы воздвигались, церковную утварь делали, облачения доставляли оттуда, где сохранилось. Крестьянки вешали чистые вышитые самими полотенца на иконы. Появилась одна радость и утешение. Когда всё было готово, тогда приглашали священника и освящался храм. В это время были такие радостные события, что я не умею описать».
30 августа 1943 года офицер НКГБ Георгий Карпов (будущий первый председатель Совета по делам РПЦ) доставил в срочном порядке Патриаршего местоблюстителя Сергия и его сотрудников из Ульяновска, где церковное руководство Патриархии находилось в эвакуации с октября 1941 года, в Москву. 4 сентября 1943 года произошла встреча Сталина с Патриаршим местоблюстителем Сергием и митрополитами: Ленинградским Алексием (Симанским) и Киевским Николаем (Ярушевичем), постоянно пребывавшим в Москве. (Фактическая церковная власть в созданном 20 августа 1941 года Рейхскомиссариате Украина принадлежала тогда «администратору Автокефальной Украинской православной церкви» архиепископу Поликарпу (Сикорскому), назначенному в декабре 1941 года митрополитом Варшавским Дионисием на основании указаний Константинопольского патриарха Вениамина и по согласованию с властями Рейхскомиссариата). На встрече от лица правительства СССР, согласно записям Карпова, Сталин заявил, «что церковь может рассчитывать на всестороннюю поддержку Правительства во всех вопросах, связанных с её организационным укреплением и развитием внутри СССР»; было принято решение о создании специального правительственного органа — Совета по делам Русской православной церкви, во главе которого был поставлен Карпов.
С октября 1941 года митрополит Сергий находился в эвакуации в Ульяновске. С декабря 1941 года начали совершаться новые архиерейские хиротонии: с июня 1941 года по 8 сентября 1943 года число правящих архиереев в пределах РСФСР возросло с 2 до 20, из них 7 были хиротонисаны; линия на замещение вдовствующих кафедр диктовалась стремлением органов госбезопасности, в ведении которых находились религиозные вопросы, восстановить контроль над церковной жизнью территорий, где во время немецкой администрации произошло массовое открытие церквей (так, в Курской области, где перед нападением Германии было всего действующих 35 церквей, при немцах было возобновлено до 250 приходов).
5 июня 1943 года Сталин подписал секретное постановление Государственного комитета обороны «Об утверждении мероприятий по улучшению зарубежной работы разведывательных органов СССР», в котором религиозные организации впервые были отнесены к объектам, представляющим интерес для органов внешней разведки СССР.
В преддверии Тегеранской конференции, состоявшейся в конце 1943 года, «его [Сталина] намерение состояло в том, чтобы вновь надавить в целях открытия второго фронта, а также в стремлении увеличения помощи. Он решил, что приспело время сделать публичный жест и продемонстрировать свою лояльность к Церкви. Он считал, что Запад оценит такой сигнал и это повлечёт желаемый ответ».
8 сентября 1943 года в бывшей резиденции германского посла в Чистом переулке состоялся Собор епископов, избравший Сергия Патриархом Московским и всея Руси; в тот же день был образован Священный синод «при Патриархе», в состав которого вышли три постоянных члена: митрополит Ленинградский Алексий, Киевский Николай и архиепископ Горьковский и Арзамасский Сергий (Гришин). Патриаршая церковь была легализована де-факто и получила своё нынешнее официальное наименование — Русская православная церковь взамен использовавшегося до того: Поместная российская православная церковь, что также означало фактическое непризнание государством обновленческих структур. Патриаршество было воссоздано без предусмотренного Собором 1917—1918 годов Высшего церковного совета, но Священный синод как орган был сохранён, и его существование закреплено в Положении об управлении РПЦ, принятом на Соборе 1945 года. Новый Синод отличался от Временного синода при заместителе Местоблюстителя тем, что становился органом власти, а не являлся только совещательным органом при первоиерархе.
12 сентября 1943 года возобновилось издание «Журнала Московской патриархии».
С 19 сентября по 28 сентября 1943 года в Москве по приглашению Патриархии находился второй по старшинству иерарх Церкви Англии архиепископ Йоркский Сирил Гарбетт (Cyril Forster Garbett), что означало возобновление внешнеполитической деятельности руководства Патриархии. 21 сентября Гарбетт в литургическом облачении присутствовал в алтаре во время совершения патриархом Сергием литургии в Богоявленском соборе. 24 сентября The New York Times передавала слова Гарбетта, что «он убеждён, что в Советском Союзе существует полнейшая свобода религии».
12 октября 1943 года Сталин принял решение о ликвидации обновленческих церковных структур. С этого времени по инициативе властей начался процесс ускоренного принятия в Патриаршую церковь обновленческих клириков и архиереев, а Совет по делам Русской православной церкви стал навязывать бывших обновленцев для назначения на кафедры.
Открытые германскими властями храмы, как правило, не закрывались; было открыто некоторое количество прежде закрытых храмов, Троице-Сергиева лавра, духовные учебные заведения; при Священном синоде были организованы издательский отдел (1945), учебный комитет и отдел внешних церковных сношений (1946). В 1946 году работники религиозных организаций (кроме духовенства) были приравнены в вопросах налогообложения к советским рабочим и служащим. Духовенство уплачивало высокие (до 65 %) налоги наравне с некооперированными кустарями, но только непосредственно за отправление культа: с преподавательской или иной работы по найму священник платил налог как советские рабочие и служащие. Налоговое законодательство установило в 1946 году несколько более низкие ставки подоходного налога для епископов (30—50 %), а патриарх от налогов был вовсе освобождён. С другой стороны, уже в 1945 году был введён обязательный учёт всех церковных обрядов (требы, совершаемые на дому, не учитывались).
В 1948 году в объяснительной записке в Политбюро Совет по делам РПЦ привёл следующие данные о количестве церквей и молитвенных домов в СССР: «На 1 января 1948 г. в СССР было 14 329 действующих церквей и молитвенных домов (11 897 церквей и 2432 молитвенных дома, что составляет 18,4 % к количеству церквей, молитвенных домов и часовен в 1914 г, когда их было 77 767). Количество церквей в Украинской ССР составляет 78,3 % к их числу в 1914 г, а в РСФСР — 5,4 %… Увеличение числа действующих церквей и молитвенных домов произошло по следующим причинам: а) в период войны на территории, подвергавшейся немецкой оккупации, было открыто 7547 церквей (фактически ещё больше, так как значительное число церквей после войны перестало функционировать ввиду ухода духовенства вместе с немцами и вследствие изъятия нами у религиозных общин школьных, клубных и т. п. зданий, занятых ими во время оккупации под молитвенные дома); б) в 1946 г. перешёл в православие 2491 приход униатской (грекокатолической) церкви в западных областях УССР; в) за 1944—1947 гг. вновь открыто с разрешения Совета 1270 церквей, главным образом в РСФСР, откуда были многочисленные и настойчивые просьбы верующих».
Увеличению численности духовенства Московского патриархата способствовал переход в его юрисдикцию некоторых клириков Русской зарубежной церкви (как на территория, занятых советскими войсками, так и вне их контроля). С этой целью иерархи Московского патриархата совершили с разрешения советских властей зарубежные визиты: по данным Георгия Карпова в 1945—1946 годах представители Московской патриархии посетили 17 стран и привели под юрисдикцию Московского патриархата 17 епископов и 285 приходов.
Первоначальные намерения властей СССР провести в Москве в 1948 году Вселенский собор «для решения вопроса о присвоении Московской патриархии титула Вселенской» получили отпор в восточных патриархатах; в июле 1948 года в Москве состоялось совещание глав и представителей Поместных православных церквей, на котором не было предстоятелей первенствующих греческих патриарших кафедр.
Некоторое изменение в политике власти в отношении Русской православной церкви и её иерархии произошло во второй половине июля — августе 1948 года: прошли репрессии против отдельных активных епископов, усилилось вмешательство Совета в кадровую политику Патриархии. С 1948 года до смерти Сталина не было открыто ни одного храма. С февраля 1949 до марта 1953 года прекратились хиротонии, за исключением незначительного количества для Украины и зарубежных епархий. Действующий епископат в пределах СССР к концу 1949 года, кроме Патриарха, насчитывал 73 правящих и викарных архиереев. В конце 1949 года проведение крестных ходов было ограничено Пасхой.
На 1 января 1952 года в стране насчитывалось 13 786 храмов, из которых 120 не действовали, так как использовались для хранения зерна. Количество священников и диаконов уменьшилось до 12 254, осталось 62 монастыря, только в 1951 году было закрыто 8 обителей.
В 1955—1956 годы из лагерей и ссылок возвратились некоторые епископы и священники. Число зарегистрированных православных обществ (приходов) на 1 января 1957 года составляло 13 477. С середины 1950-х годов православные общины перестали допускать к подписке на государственные займы, что стало большим облегчением для них. Согласно постановлению ЦК КПСС и СМ СССР от 19 апреля 1957 года «О государственных займах, размещённых по подписке среди трудящихся Советского Союза», их выпуск с 1958 года, в том числе для фактически обязательного приобретения верующими и духовенством, завершался. Улучшило положение служителей РПЦ и принятое в 1956 году постановление Совета Министров СССР «О распространении законодательства о труде на лиц, работающих в качестве рабочих и служащих в религиозных организациях», которое предусматривало распространение на них при обязательном вступлении в профсоюз и заключении трудового договора трудовых прав работников советских организаций. Однако, несмотря на потепление в отношениях церкви и государства, церковь непрестанно пребывала под государственным контролем, и любые попытки расширения её деятельности вне стен храмов встречали отпор, вплоть до административных санкций.
Доклад нового председателя Совета по делам РПЦ Владимира Куроедова на Всесоюзном совещании уполномоченных Совета в апреле 1960 года стал рубежным, возвестив конец того статус-кво, что сложился во взаимоотношениях РПЦ и государства после 1943 года. Начавшийся осенью 1958 года период резкого усиления борьбы с религией в СССР, известный как «хрущевские гонения на Русскую православную церковь», обосновывался уже не политическими обвинениями, а необходимостью «преодоления остатков религиозных пережитков». В течение 1958—1965 годов количество зарегистрированных православных обществ сократилось до 7551. С конца 1950-х годов начала осуществляться целенаправленная кадровая политика по качественному изменению состава духовенства (подготовка к «показу последнего попа»), так как власти опасались всесторонне подготовленных священнослужителей.
Численность зарегистрированного духовенства не только была резко сокращена, но его устранили от непосредственного контроля над финансово-хозяйственной деятельностью приходов: соответствующую поправку в положение об управлении РПЦ внёс Архиерейский собор 18 июля 1961 года; власти принимали меры для ограничения участия молодёжи в богослужебной и иной церковной деятельности. Было закрыто 40 монастырей (в частности, в Молдавии из 15 уцелел один), пять духовных семинарий из восьми, причём приём в каждую из оставшихся был ограничен. Повсюду сократилась сеть действующих храмов, особенно сильно — в восточных областях Украины, где их осталось не более 20—25 % послевоенного уровня (например, в Днепропетровской области после ликвидации в 1958—1963 годах 85 приходов действующих церквей осталось всего 25). Вместе с тем власти стремились использовать авторитет Церкви для укрепления позиций СССР в международном сообществе, для чего в 1961 году было инициировано вступление РПЦ (и ряда других христианских религиозных организаций) во Всемирный совет церквей.
В хрущёвский период был принят ряд мер экономического характера против РПЦ: например, в 1961 году в большинстве церквей разрешалось оставлять только одну кружку (на общецерковные нужды) и подходить с тарелкой для сбора пожертвований к человеку только один раз. В 1962 году все служители церкви были переведены на оклады (до этого доход большинства служителей зависел от совершаемых треб). В 1961 году служители РПЦ (певчие церковных хоров, регенты, органисты, служители религиозных культов, получавшие доходы от преподавательской деятельности в духовных учебных заведениях, а также от работы в органах управления религиозных объединений) были обязаны уплачивать повышенный налог как некооперированные кустари. В 1961 году стали взимать налог с пособия на лечение, за исключением необлагаемого минимума (раз в год двухмесячный оклад для служителей старше 60 лет, месячный — для всех остальных).
Период 1965—1985 годов был временем относительной стабильности во взаимоотношениях государства и церкви при появлении некоторых признаков её внутреннего укрепления и роста. Началось омоложение кадров духовенства, рост их образовательного уровня и богословской подготовки; в связи с миграцией населения из сельской местности в города увеличивался удельный вес городских общин. По данным Совета по делам религии, значительно возросли денежные поступления в Русскую православную церковь: к 1985 году они составили 211,1 млн рублей, в то время как в 1966 году только 85,0 млн рублей. При этом значительная часть доходов изымалась: церковь платила земельную ренту, подоходный налог со служителей, страховые платежи, а также отчисления в Фонд мира. В 1970 году началось активное взимание взносов также в Фонд охраны памятников истории и культуры. Взносы достигали внушительных сумм: в 1984 году РПЦ внесла в оба Фонда около 16 % своих доходов. Духовенство платило высокие налоги (от 20 до 85 % заработка), а квартплата и коммунальные услуги взимались с них в четырёхкратном размере от обычных норм. В 1980 году подоходный налог, расходы на квартплату и коммунальные услуги для служителей культа были уменьшены. В 1980 году те работники РПЦ, на которых распространялось трудовое законодательство (в основном низкооплачиваемые — дворники, сторожа, уборщицы и т. п.), получили право одновременно получать и пенсию (не свыше 150 рублей), и заработок от религиозной организации. Приблизительно с конца 1970-х годов впервые после революций 1917 года советские композиторы вновь обращаются к сочинению церковной музыки без существенной критики создаваемых сочинений партийными органами — с 1978 года постепенный поворот осуществил Г. В. Свиридов, в 1980 году к церковно-музыкальному наследию обратился только что рукоположённый в диаконы С. З. Трубачёв, за ними последовали и некоторые другие композиторы.
К концу 1970-х годов значительно изменился национальный состав епископата РПЦ: в нём появилось довольно много украинцев, что было связано с тем, что Западная Украина вошла в состав СССР только в 1939 году. Например, в 1977 году среди 75 представителей епископата был 21 уроженец Украины (из них 13 с Западной Украины), в конце 1980-х годов с Украины происходили 25 из 77 епископов (в том числе 14 с Западной Украины).
Большое значение в развитии правозащитного движения в СССР и возрождении интереса к церкви в среде интеллигенции имело «Открытое письмо» священников-диссидентов Николая Эшлимана и Глеба Якунина в ноябре 1965 года. Православная городская интеллигенция к 1980-м годам сформировала собственную сеть, в которую входили каналы тиражирования и распространения неподцензурной литературы, самиздатские периодические издания, подпольные семинары и даже воскресные школы. С начала 1980-х годов эта сеть оказалась тесно связанной с легальным православным духовенством не только в Москве, Ленинграде и Киеве, но и в провинции.
По свидетельству председателя Совета по делам религий при Совете министров СССР Константина Харчева, кадровые решения партийно-государственного руководства СССР по отношению к иерархии РПЦ в конце 1980-х принимались следующим образом: «Тогда мнение ЦК о епископате РПЦ формировалось, исходя из информации как КГБ, так и совета. И если две точки зрения совпадали, тогда принималось решение». Особое внимание органами КГБ уделялось международной деятельности Московской патриархии: отбор кандидатур священнослужителей для работы за рубежом стал основным направлением совместной деятельности КГБ и Совета по делам религий. В 1993 году отставной генерал КГБ и перебежчик Олег Калугин свидетельствовал: «<…> Кроме того, людей вербовали на „компромате“. Особенно часто это практиковалось по отношению к иерархам и священникам православной церкви».
С 1987 года, в рамках проводимой при Михаиле Горбачёве политики гласности и перестройки, впервые за многие годы начало расти число действующих храмов. В 1987 году было отменено требование обязательного предъявления паспортов родителей при крещении ребёнка, которое давало возможность местным властям сообщать о таких случаях по месту работы родителей для принятия в отношении них каких-то мер. Начался также постепенный процесс передачи в пользование Патриархии, епархий и общин верующих зданий и имущества, ранее находившихся в церковном ведении; происходила либерализация режима контроля над религиозной жизнью и ограничения деятельности религиозных объединений. В 1988 году была освящена Введенская церковь в селе Сухарево Белгородской области, спроектированная и построенная архитектором-реставратором Андреем Родыгиным, ставшая первым капитальным вновь построенным храм в новейшей истории России.
28 января 1988 году Совет по делам религий отменил нормативные акты, ограничивавшие деятельность церковных приходов. Переломным моментом в отношениях жизни церкви явилось празднование 1000-летия крещения Руси в 1988 году. Был снят запрет на освещение религиозной жизни в СССР по телевидению: впервые в истории Советского Союза люди смогли видеть прямые трансляции богослужений по телевизору. Подтверждением принципиального изменения религиозной политики государства в условиях перестройки явилось избрание в 1989 году около 300 служителей различных религий, в том числе 192 православных, народными депутатами Советов различных уровней.
В перестройку стала распространённой аббревиатура РПЦ. По словам лингвиста Натальи Клушиной, «священнослужители выступали против такого снижения образа церкви, насильственную её „инкрустацию“ в обыденную жизнь».
Полный статус юридического лица был обретён Русской православной церковью 30 мая 1991 года, когда министерство юстиции РСФСР зарегистрировало Гражданский устав Русской православной церкви, одобренный Священным синодом 31 января того же года, что стало возможным с изменением законодательства о свободе совести и религиозных организациях в СССР. До того правовой статус РПЦ регулировался постановлением ВЦИК и СНК РСФСР о религиозных объединениях от 8 апреля 1929 года, изданным на основании Декрета СНК РСФСР от 20 января 1918 года об отделении церкви от государства и школы от церкви. Со стороны властей РСФСР в 1990—1991 годах Русская православная церковь получила несколько уступок, что могло быть связано с попыткой Бориса Ельцина опереться на духовенство. В декабре 1990 года постановление Верховного совета РСФСР провозгласило Рождество Христово нерабочим днём. 31 декабря 1991 года вышло распоряжение Президента России «О возвращении Русской православной церкви строений и религиозной литературы».
Распад СССР вызвал центробежные тенденции и в церкви. На территории бывших союзных республик начали создаваться (нередко при поддержке властей) независимые от Русской православной церкви церковные структуры. В конфликтных условиях произошло фактическое отделение от Русской православной церкви некоторого числа приходов на Украине и образование на их основе Украинской православной церкви (Киевский патриархат). В Молдавии часть приходов перешла в юрисдикцию Румынской патриархии (Бессарабская митрополия). В Эстонии часть приходов также вышла из-под юрисдикции Московского патриархата, приняв покровительство Константинопольского патриарха.

### После распада СССР (1991—2018)
Возникшая после окончательного распада СССР (конец декабря 1991 года) особенность положения РПЦ — транснациональный характер её исключительной юрисдикции в пределах бывшего СССР (без Грузии и Армении): впервые за всю историю своего бытия Московский Патриархат начал полагать своей «канонической территорией» (термин был введён в оборот в 1989 году) территорию множества независимых государств (бывшего СССР).
В начале 1990-х годов в прессе звучали заявления о связях духовенства РПЦ с советскими органами политического сыска и шпионажа; заявлялось, что архивы изобличают степень активного вовлечения иерархов Московской патриархии в деятельность КГБ за рубежом.
Патриаршество Патриарха Алексия II характеризовалось значительным количественным ростом приходов, монастырей и епархий РПЦ, сохранением раскола на Украине (подробнее см. Украинская православная церковь (Московского патриархата)#История), возрастанием роли РПЦ в общественно-политической жизни России и некоторых других стран бывшего СССР.
Значительным событием стало подписание 17 мая 2007 года Акта о каноническом общении между РПЦЗ и РПЦ, в соответствии с которым Русская Православная Церковь Заграницей становилась «неотъемлемой самоуправляемой частью Поместной Русской Православной Церкви».
27 января 2009 года Поместным Собором РПЦ на московский патриарший престол был избран митрополит Смоленский и Калининградский Кирилл (Гундяев), по инициативе которого была проведена реформа административной структуры Московской Патриархии, в частности создан ряд новых синодальных учреждений (отделов), а Церковь стала более активно присутствовать в жизни общества. В 2012 году по благословению патриарха Кирилла в Государственной думе Российской Федерации была создана Межфракционная депутатская группа по защите христианских ценностей (по состоянию на 2017 год группа действовала).
В октябре 2011 года Священный синод утвердил реформу епархиального устройства, согласно которой производилось разделение некоторых епархий и учреждение митрополий, включающих две или более епархии с границами, которые перестали совпадать с границами субъектов Российской Федерации. Значительно возросло число епархий и епископов (прежде всего в России). Кроме Архиерейских соборов стали регулярно проводиться архиерейские совещания.
В 2010-е годы пределы «канонической территории», согласно новым редакциям Устава РПЦ, были расширены также и на Китайскую Народную Республику, Японию, Монголию. Как следствие, её административно-канонические подразделения (епархии, Митрополичьи округа, самоуправляемые церкви, а также две автономные церкви), находясь в разных странах, функционируют в весьма различных государственно-правовых, общественно-политических и конфессионально-культурных условиях.

### Разрыв отношений с некоторыми Православными церквями (после 2018 года)
Московский патриархат принял решение не участвовать во Всеправославном соборе в июне 2016 года на Крите (Греция), в подготовке которого он совместно с другими церквами участвовал с 1961 года. Решения Собора, рассмотревшего под председательством Вселенского патриарха Варфоломея ограниченный круг вопросов дисциплинарно-канонического характера, не были приняты Московским патриархатом.
Константинопольская церковь
Отношения Московского патриархата с Константинопольским патриархатом, напряжённые с 1920-х годов, резко обострились в 2018 году в связи с ситуацией на Украине.
15 октября 2018 года Священный синод Русской православной церкви принял решение признать невозможным пребывание с Константинопольским патриархатом в евхаристическом общении. В заявлении Священного синода сообщалось о причинах такого решения:
- подтверждение намерения Константинопольского патриархата предоставить автокефалию Украинской церкви;
- создание ставропигии Константинопольского патриархата в Киеве;
- принятие в общение украинских раскольников и анафематствованного в Русской православной церкви лица со всеми рукоположёнными ими «епископами» и «клириками»;
- отмена действия соборной грамоты Константинопольского патриархата 1686 года о передаче Киевской митрополии Московскому патриархату[212].

Для мирян Священный синод принял решение о невозможности их участия в таинствах, совершаемых в храмах Константинопольской церкви.
Элладская церковь
17 октября 2019 года после решения Архиерейского собора Элладской церкви, согласно которому им признавалось «право Вселенской патриархии даровать автокефалию, равно как и привилегию предстоятеля Элладской церкви далее заниматься вопросом признания Церкви Украины», Священный синод Русской православной церкви постановил прекратить молитвенное и евхаристическое общение с теми архиереями Элладской церкви, которые вступили или вступят в таковое общение с представителями ПЦУ и не благословил совершение паломнических поездок в епархии, управляемые этими архиереями.
21 октября 2019 года предстоятель Элладской церкви архиепископ Иероним направил предстоятелю Православной церкви Украины Епифанию письмо, из которого следовало, что архиепископ Иероним признал Православную церковь Украины. 3 ноября 2019 года патриарх Кирилл впервые не помянул архиепископа Иеронима во время литургии, зачитывая диптих с предстоятелями поместных Церквей.
Александрийская церковь
8 ноября 2019 года патриарх Александрийский Феодор II признал Православную церковь Украины. В тот же день заместитель председателя Отдела внешних церковных связей Московского патриархата протоиерей Николай Балашов заявил, что «это означает, что поминовение имени Александрийского патриарха не сможет продолжаться при совершении патриарших богослужений в Русской православной церкви». 26 декабря 2019 года Священный Синод РПЦ подтвердил невозможность поминовения имени патриарха Феодора II в диптихах, а также молитвенного и евхаристического общения с ним, но постановил сохранить церковное общение с архиереями Александрийской православной церкви, кроме тех, которые поддержали или в будущем поддержат ПЦУ.
Кипрская церковь
24 октября 2020 года предстоятель Кипрской церкви архиепископ Хризостом II помянул во время литургии предстоятеля Православной церкви Украины митрополита Епифания (Думенко). 20 ноября 2020 года Священный Синод РПЦ заявил о невозможности поминовения имени Хризостома в диптихах, молитвенного и евхаристического общения с ним, а также сослужения с теми иерархами Кипрской церкви, которые вступят в церковное общение с представителями ПЦУ

## Комментарии
1. ↑  См. Китайская православная церковь.
2. ↑  См. Японская православная церковь.
3. ↑  См. Православие в Монголии.